# Scelidosaurus
Scelidosaurus is een geslacht van uitgestorven plantenetende ornithischische dinosauriërs, behorend tot de Genasauria, dat tijdens het Vroeg-Jura leefde in het gebied van het huidige Engeland.
De eerste fossielen van Scelidosaurus werden ontdekt in het midden van de negentiende eeuw. Het geslacht werd in 1859 benoemd door professor Richard Owen. Owen wilde het dier 'achterpootsauriër' noemen maar door een vergissing betekent de naam eigenlijk 'kotelethagedis'. De typesoort Scelidosaurus harrisonii werd in 1861 benoemd. Later is nog een tweede soort benoemd: S. oehleri maar die soort had al de eigen geslachtsnaam Tatisaurus. In de loop der tijd is er een aantal zeer volledige skeletten van Scelidosaurus gevonden. Het belangrijkste fossiel is langzaam door een zuurbad vrijgelegd. Doordat dit zo lang duurde, overleed de man die de bevindingen zou opschrijven en die werden pas 2019 in wetenschappelijke artikels behandeld. De wetenschappers hadden toch een goed beeld gekregen van hoe het dier er in het algemeen uitzag.
Scelidosaurus werd een kleine vier meter lang en ruim een kwart ton zwaar. Hij liep op vier poten. Zijn lichaam was bedekt met lange rijen grotere en kleinere beenschubben met hoge richels als bescherming tegen roofsauriërs. Die vormden geen ononderbroken pantser maar lagen op een afstandje van elkaar. De kleine kop was langwerpig. Met lange rijen kleine tanden werden lage planten afgebeten, ingeslikt en in de brede buikholte verteerd. In 2019 werd gesteld dat Scelidossaurus in de schedel botten bezat die nog nooit bij andere dieren waren aangetroffen: de epivomeres in het verhemelte en 'epistyloïden' in de nek.
Scelidosaurus is een van de oudste bekende leden van de Thyreophora, de gepantserde dinosauriërs, en verschaft zodoende belangrijke informatie over de vroege evolutie van die groep.

## Vondst en naamgeving
In de jaren vijftig van de negentiende eeuw vond James Harrison in zijn cementgroeve aan de kust bij Lyme Regis, bij Black Ven nabij Charmouth in Dorset, resten van dinosauriërs. Verschillende daarvan gaf hij aan zijn vriend, de fossielenverzamelaar en gepensioneerde arts Henry Norris, die een eigen tentoonstellingsruimte had in zijn huis te South Petherton. In 1858 zond hij enkele beenderen, waaronder een linkerdijbeen, specimen GSM 109560, op naar professor Richard Owen. In 1859 benoemde Owen op grond hiervan het geslacht Scelidosaurus in een lemma van de Encyclopaedia Britannica over paleontologie. De etymologie van de geslachtsnaam is wat verward. Owen wilde het de betekenis geven van 'achterpootsauriër'. Daarvoor was het nodig dat het woord afgeleid zou zijn van het Klassiek Griekse σκέλος, skelos, 'loopbeen'. Hij verwarde dit echter, omdat samengestelde woorden die naar het loopbeen verwijzen vaak op ~skelis eindigen, met σκελίς, skelis, 'ribstuk'. In de meest letterlijke zin betekent de naam zo 'kotelethagedis'. De bedoelde betekenis van de geslachtsnaam is een verwijzing naar de sterke ontwikkeling van de achterpoot; het dijbeen was tamelijk robuust. Het motief lag echter niet, zoals later wel beweerd, in het feit dat de achterpoten veel sterker ontwikkeld waren dan de voorpoten want die laatste kende Owen in 1859 nog niet; een sterkere ontwikkeling is daarbij de normale toestand bij dinosauriërs. Hij wilde een onderscheid maken met andere fossielen uit het gebied die voornamelijk van zeedieren waren, zonder looppoten.

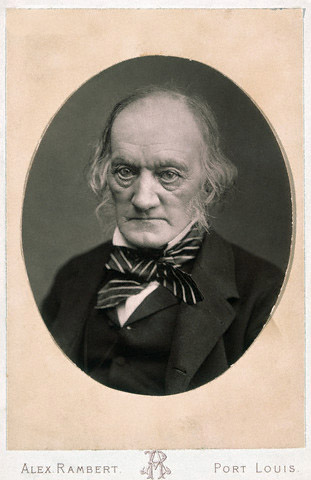
Norman meende dat aan het belang van Richard Owen voor het dinosauriëronderzoek afbreuk gedaan werd door hem meestal als een afgeleefde ouwe vent af te beelden

Harrison werd zich door Owens reactie meer bewust van het belang van de fossielen. Hij onderzocht nu de collectie van Norris nauwkeuriger en vond daar een kniegewricht en een klauw. Ook stimuleerde hij de arbeiders van de steengroeve via een uitgeloofde premie om alert te zijn op nieuwe vondsten. Een van de mannen begon toen systematisch heel het blootgelegde vlak van de aardlaag na te speuren. Dat leverde resten op van een jong dier en een schedel met onderkaken. Al deze vondsten werden in 1861 door Owen beschreven. Bij die gelegenheid werd de typesoort Scelidosaurus harrisonii benoemd door de toevoeging van een epitheton. Deze soortaanduiding eert Harrison. Uiteindelijk bleek bijna het hele skelet dat bij de schedel hoorde aanwezig, in twaalf blokken die Owen van de echtgenote van de zieke Harrison kreeg en uiteindelijk aankocht, en dat werd in 1863 door Owen in een uitgebreide aanvullende publicatie beschreven.

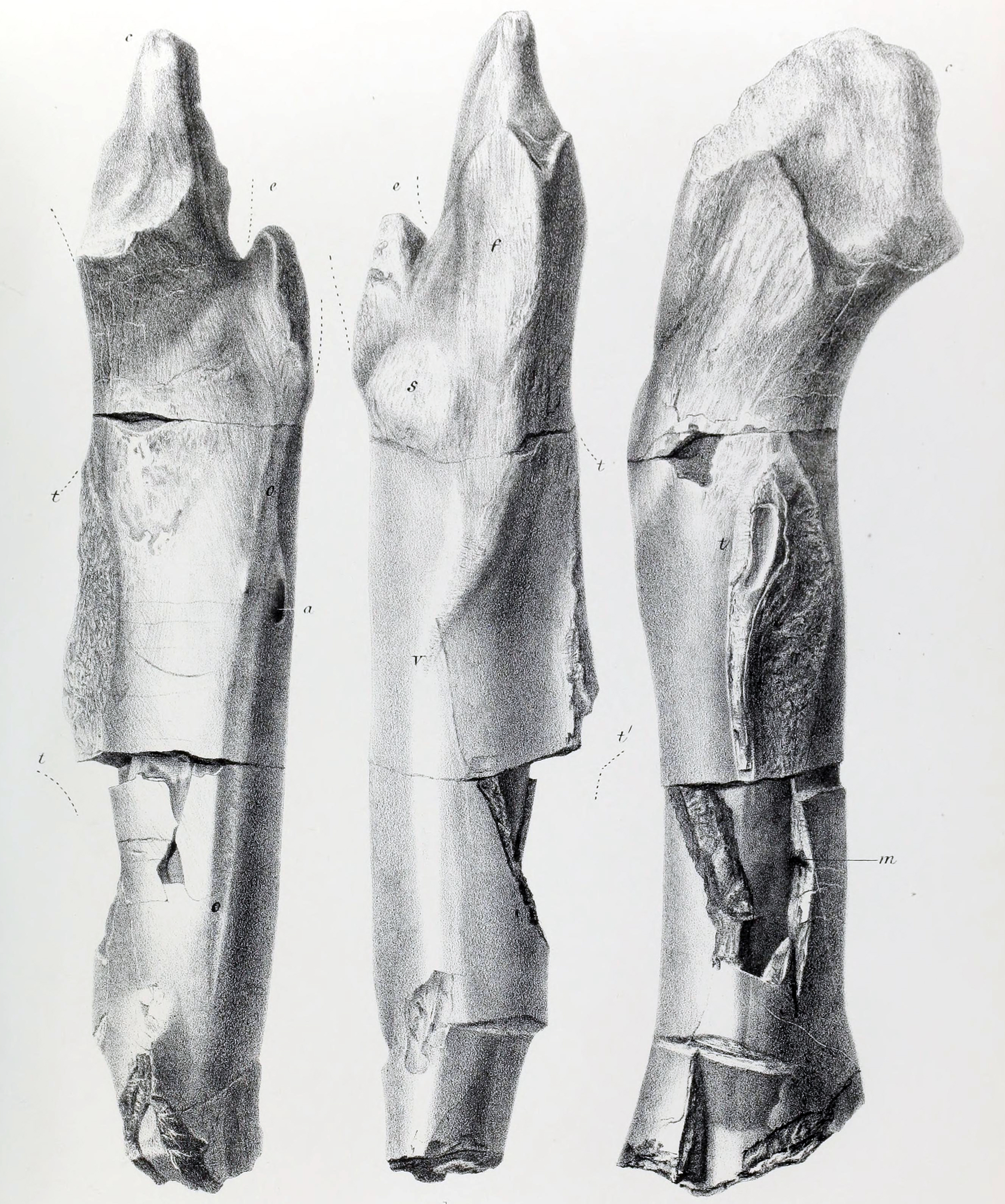
Specimen GSM 109560, het linkerdijbeen dat later van een theropode bleek te zijn

De vondst vertegenwoordigde indertijd een van de meest complete dinosauriërexemplaren die gevonden waren maar werd door Owen toch wat verwaarloosd, hoewel het mooi zijn favoriete oude hypothese uit de jaren veertig van de negentiende eeuw kon illustreren dat dinosauriërs actieve viervoeters waren. Volgens de huidige Britse paleontoloog David Bruce Norman kwam dat doordat Owens tijd in beslag genomen werd door academische bestuursactiviteiten en polemieken met andere wetenschappers. Daarbij had Owen zijn denkbeelden in twintig jaar tijd toch wat gewijzigd want hij suggereerde in 1861, geïnspireerd door het feit dat het fossiel in een zeeafzetting was gevonden, dat het dier aangepast was aan een zwemmende levenswijze en vissen spietste aan zijn scherpe tanden; in 1863, toen hij de dragende bouw van de achterpoot beter begreep, nam hij daar weer gedeeltelijk afstand van. Norman vond zelfs dat het fossiel van Scelidosaurus het eerste complete dinosauriërskelet was dat ooit was ontdekt, hoewel de voorpoten ontbraken. Meestal wordt die eer aan het holotype van Compsognathus gegund dat in bepaalde delen wat minder volledig is maar wel meteen in zijn geheel werd gevonden. In ieder geval was in 1861 de schedel de meest complete die ooit van een dinosauriër was beschreven, ofschoon hij de snuitpunt miste.

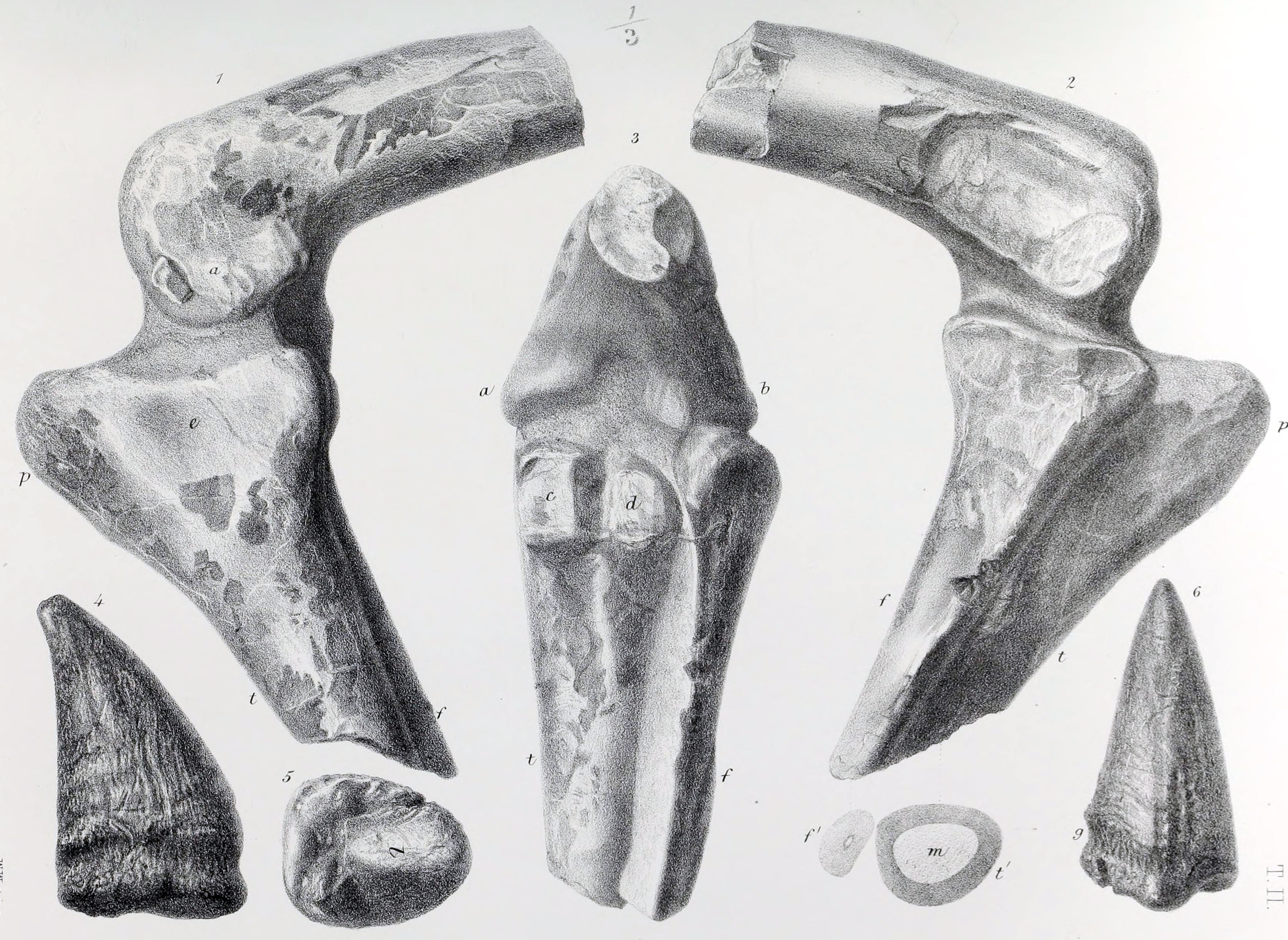
BMNH 39496, in feite een theropode; de klauw is specimen GSM 109561

Owen wees geen holotype aan. In 1888 koos Richard Lydekker specimen BMNH 39496, een onderste stuk rechterdijbeen gecombineerd met een bovenste stuk scheenbeen en kuitbeen zodat het geheel een kniegewricht opleverde, impliciet als het lectotype. Hij ging er namelijk, zonder daarvoor argumenten aan te dragen, van uit dat dit het typespecimen was. Dit werd misschien beïnvloed door het feit juist de grootte van het dijbeen Owen in zijn naamgeving geïnspireerd had, hoewel BMNH 39496 op zich Owen in 1859 nog onbekend was geweest. Achteraf bleek de keuze echter ongelukkig te zijn: in 1968 wees Bernard Newman erop dat het stuk dijbeen en scheenbeen van een vleesetende theropode waren, een of andere vorm verwant aan Megalosaurus. In 2024 werd dit benoemd als Dornraptor. Ook de klauw, specimen GSM 109561, was volgens Newman van een theropode, misschien aan hetzelfde individu toebehorend als het kniegewricht. In de groeve waren de fossielen van verschillende soorten te vinden geweest. Overigens was in de tussentijd het stuk kuitbeen van het scheenbeen verwijderd en kwijtgeraakt. Newman suggereerde officieel een vervangend typespecimen aan te wijzen, een van de specimina die wel behoorde tot de planteneter. Nadat Newman was overleden, ging zijn collega Alan Jack Charig hier werk van maken en diende op 20 juli 1992 bij de ICZN een verzoek in te bepalen dat het skelet het vervangende neotype zou zijn. In september 1994 besloot de commissie in Opinio 1788 positief op het verzoek en wees specimen BMNH R.1111 aan als het neotype. Volgens sommigen heeft Owen het geslacht pas in 1861 geldig benoemd. Newman stelde in 1968 dat de publicatie uit 1859 een beschrijving bevatte die toepasbaar was op meerdere toen al bekende soorten en daarbij geen specimina identificeerde. Het zou dus slechts een ongeldige nomen nudum hebben kunnen opgeleverd, een begrip zonder inhoud. Charig wees er in 1992 op dat dit irrelevant is: bij geslachtsnamen benoemd voor 1931 is het voldoende dat de publicatie enige diagnose bevat. Scelidosaurus werd dus al in 1859 geldig benoemd. Overigens is ook het linkerdijbeen, GSM 109560, volgens Newman niet van Scelidosaurus maar van een theropode. Het behoort nu tot de collectie van het Geological Survey Museum.

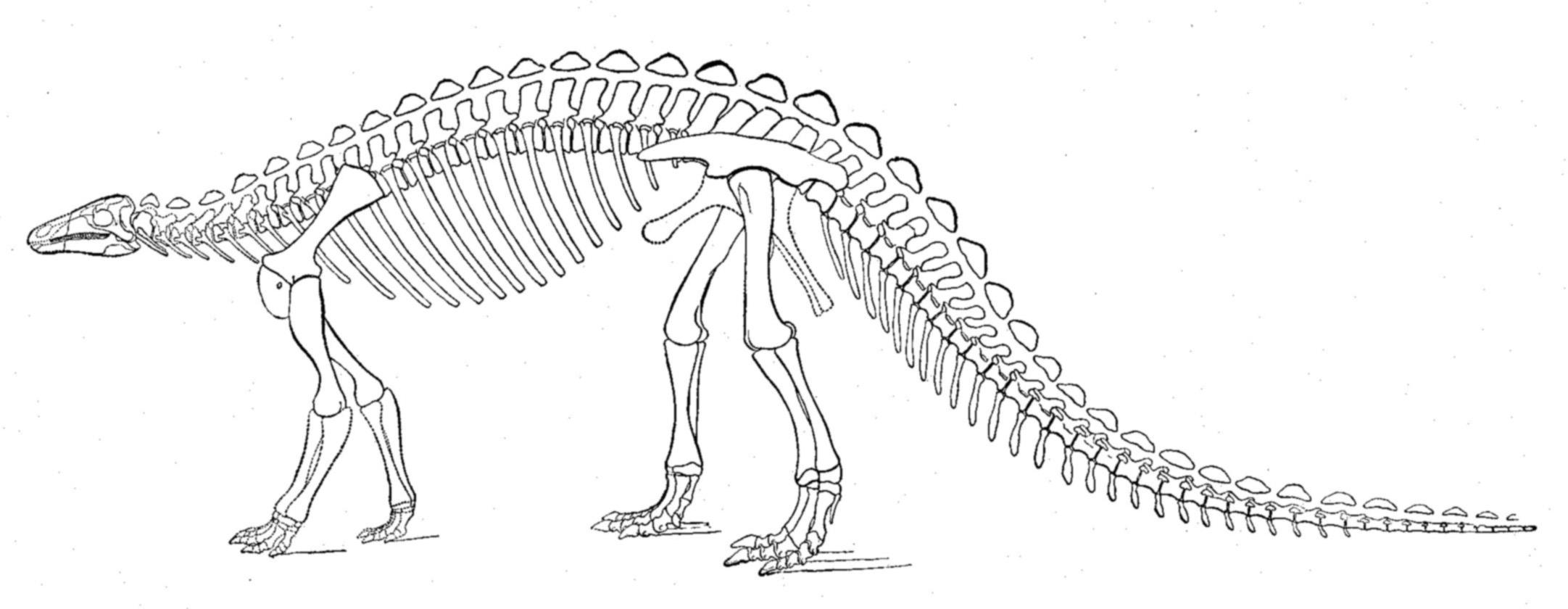
Door de foute identificatie van de achterpoot werd Scelidosaurus in de negentiende eeuw met veel te lange ledematen afgebeeld

Het neotype is gevonden in een laag van de Charmouth Mudstone Formation, de Black Ven Marl of Woodstone Nodule Bed, die dateert uit het late Sinemurien, ongeveer 191 miljoen jaar oud. Het skelet werd door Owen slechts gedeeltelijk geprepareerd. Al in 1955 besloot William Elgin Swinton dat Arthur Rixon het specimen met zuurbaden moest vrijleggen. Het overlijden van Swinton in 1961 maakte een einde aan dit project maar het werd weer opgenomen door Charig. Vanaf de jaren zestig werden de verschillende skeletelementen door een team van het British Museum of Natural History onder leiding van Ronald Croucher langzaam met zuurbaden vrijgelegd, een techniek die speciaal voor de fossielen uit Charmouth geperfectioneerd werd door de kwetsbare botten extra te beschermen door middel van een fosfaatbuffer. Charig was van plan hiervan een diepgaande studie te publiceren maar overleed voordat hij deze kon voltooien, hoewel in 1992 nog maar één blok behandeld hoefde te worden. Een moderne beschrijving ontbrak aldus lange tijd maar is uiteindelijk opgenomen door Norman die eerst verschillende details openbaarde in een hoofdstuk van de tweede druk uit 2004 van het standaardwerk The Dinosauria. Een obstakel hierbij was dat het manuscript van Charig, reeds voorzien van illustraties, door nieuwe vondsten achterhaald bleek. In 2019 publiceerde Norman uiteindelijk twee artikelen, een over de schedel en een tweede over de postcrania. Daarbij bleek dat het zuur veel botten toch geen goed had gedaan, er zijwaarts in lekkend. Sommige delen van de schedel waren zo teer geworden dat ze door Charig bij zijn studie waren beschadigd, waarbij het cranium in delen uiteenviel en stukken verkruimelden. Kunstharsen om het fossiel te verstevigen hadden de zaak alleen maar verergerd. Norman moest ook constateren dat het exemplaar beschadigd was toen men er gaten in boorde om het tentoon te stellen. 

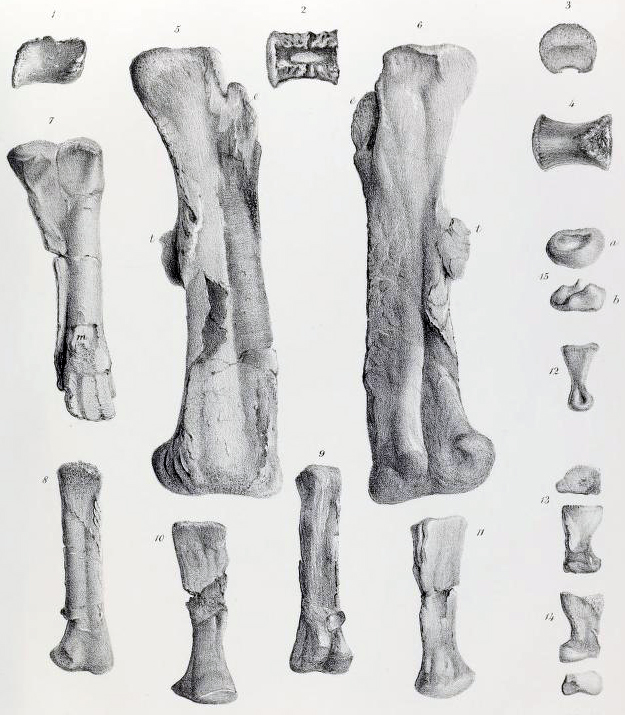
De elementen van LYMPH 1997.37.4-10

Lydekker beschreef in 1888 ook een aantal beenderen, na de dood van Norris in 1870 verworven uit diens collectie, die geen deel uitmaakten van het hoofdskelet. Deze omvatten de specimina BMNH 39497, de schacht van een element uit de ledematen; BMNH 39516, een grote partij gebroken stekels; BMNH 39517, een stuk voorste staartwervel; BMNH 39517a, twee achterste staartwervels; BMNH 39518, een chevron; BMNH 39519, twee kootjes; BMNH 39520, een uiterste kootje; BMNH 40503, de bovenkant van het linkerscheenbeen van een jong dier; BMNH 41322, een linkerdijbeen; BMNH 41323, een niet te determineren element; BMNH 41324, de achterkant van een rechterschouderblad; BMNH 41325, de schacht van een rechteropperarmbeen; BMNH 41327, twee achterste staartwervels; BMNH 41328, drie middenvoetsbeenderen; BMNH 41329, verschillende stekels; BMNH 42068, een grote partij stekels; BMNH 42069, de onderkant van het rechterdijbeen van een jong dier; BMNH 42070, een kootje en BMNH 42074, een niet te determineren element.
In 1861 beschreef Owen ook resten waarvan hij wegens hun kleine formaat aannam dat die van een jonge scelidosaurus waren: een stuk ruggenwervel, teenkootjes en stukken van een rechterachterpoot. Owen speculeerde dat ze wellicht aan een embryo toebehoorden dat een bewijs zou kunnen zijn dat dinosauriërs levendbarend waren, hoewel hij moest toegeven dat het daarvoor eigenlijk wat te groot was. Deze fossielen werden niet verworven door het BMNH maar gekocht door de beheerders van de verzameling van Elisabeth Philpot. Ze maken nog steeds deel uit van de collectie van het Philpot Museum ofwel Lyme Regis Museum, tegenwoordig met het inventarisnummer LYMPH 1997.37.4-10. Newman meende in 1968 dat die aan een of andere hypsilophodontide zouden toebehoren. Eenzelfde reactie was er op de beschrijving uit 1968 van een tweede skelet van een jong dier, specimen BMNH R6704, dat al in 1958 in de literatuur gemeld was en ontdekt was door J.F. Jackson in een iets jongere laag, de Stonebarrow Marl Member die dateert uit het vroege Pliensbachien, ongeveer 190 miljoen jaar oud. Het werd in juni 1955 door het BMNH aangekocht en door zuurbaden vrijgelegd. In 1975 concludeerde Peter Malcolm Galton echter dat het in beide gevallen toch om Scelidosaurus gaat.

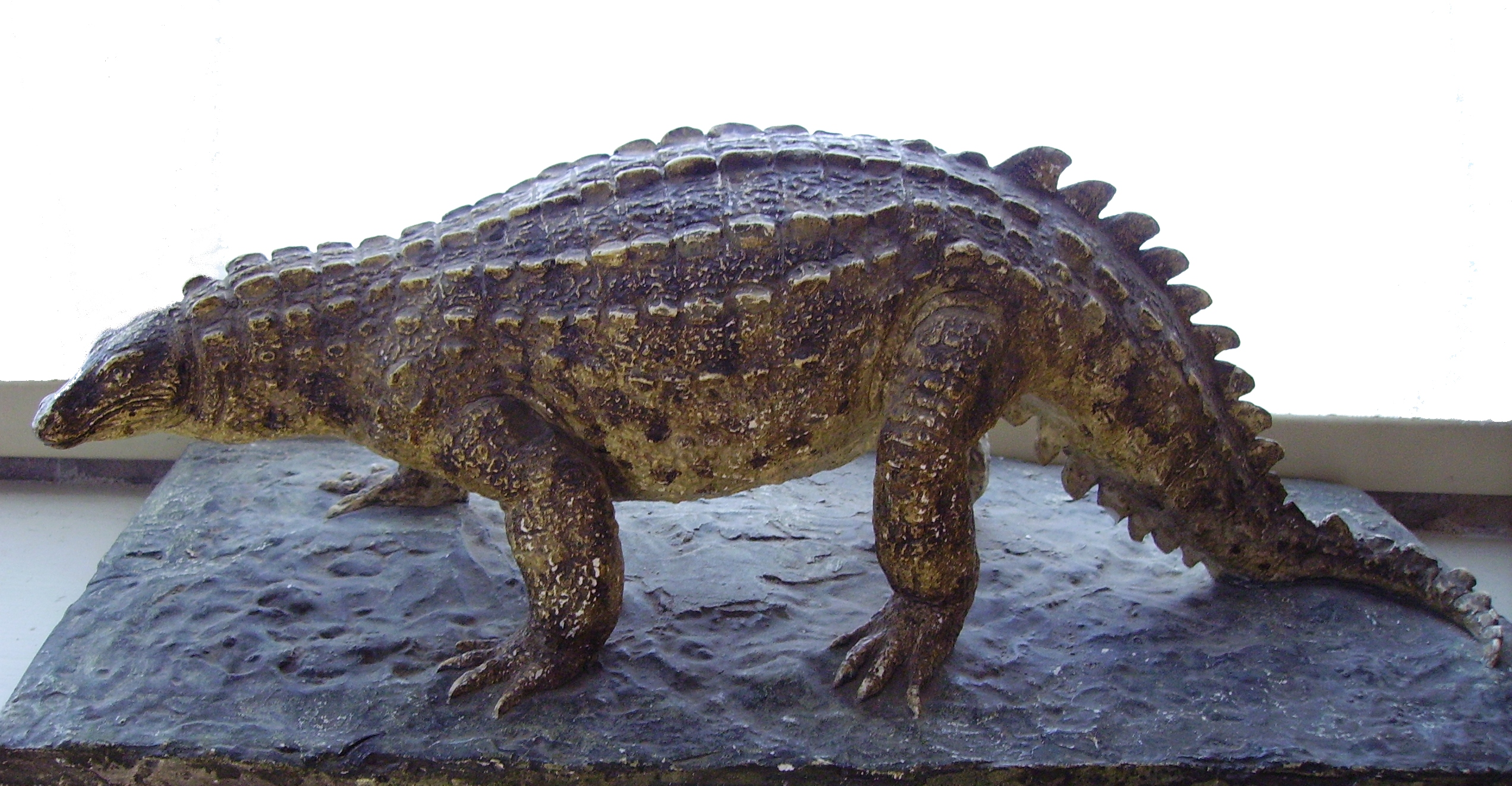
Een historisch kleimodel van Scelidosaurus in het Philpot Museum, de oude collectie van Elizabeth Philpot

Ook later zijn er verschillende meldingen gedaan van nieuwe exemplaren van Scelidosaurus die in Engeland zijn gevonden. Deze zijn zeer compleet omdat ze bewaard zijn gebleven in grote knollen of nodules. De belangrijkste daarvan zijn echter nog onbeschreven, ten dele omdat ze in particuliere hand zijn. Een eerste werd in 1984 en 1985 door Simon Barnsley, David Costain en Peter Langham opgegraven bij Charmouth en later verkocht aan het Bristol Museum waar het bewaard wordt onder inventarisnummer BRSMG Ce12785. Het bestaat uit een gedeeltelijk skelet van een middelgroot jong individu met een vrij complete schedel, stukken van de onderkaak, wervels, een halve schoudergordel met stukken voorpoot, delen van het bekken, een voet en huidafdrukken. Een ander exemplaar dat in een museum aanwezig is, betreft specimen CAMSMX.39256 in het Sedgwick Museum te Cambridge. Het werd in 1991 gevonden door John Mould en Rose Abbott en door David Costin met zuurbaden uitgeprepareerd. 
In de winter van 1994/1995 vond de amateurpaleontoloog David Sole bij Black Ven een middelgroot exemplaar dat geprepareerd werd door David Costin en tentoongesteld in het Bristol City Museum, onder het inventarisnummer BRSMG LEGL 0005. Het had volgens Norman een oorspronkelijke lengte van 3,9 meter. In december 2000 vond Sole een bijzonder compleet in verband liggend exemplaar van een twee meter lang jong dier, oorspronkelijk wellicht 3,1 meter lang, waarvan afgietsels gemaakt zijn die aan diverse musea zijn verkocht. Hij borg het met hulp van Peter Langham, Jo Anderson, Andrew Sole, Christine Endecott, Rick Taylor en Bernie Abbott. Ook dit wordt in Bristol getoond, onder nummer BRSMG LEGL 0004. Daarnaast trof hij nog een, meer fragmentarisch, exemplaar aan, ieder in een eigen knol. Eén daarvan had de maaginhoud nog bewaard. Verder staan met deze nodules nog enige losse beenderen in verband. Sole heeft tot nu toe geweigerd zijn ontdekkingen te verkopen. Wel zijn ze met behulp van experts geprepareerd, voornamelijk mechanisch maar ten dele ook door zuurbaden, zij het dat die niet ten doel hadden het moedergesteente geheel te verwijderen zodat de preparatie veel minder tijd kostte. Norman nam in 2019 de informatie van Sole's exemplaren mee in zijn beschrijving, ook al waren ze in particuliere eigendom, omdat hun eigenschappen door andere onderzoekers in een museum te controleren zijn. De verschillende vondsten maken dat Scelidosaurus de meest volledig bekende Mesozoïsche dinosauriër is uit de Britse eilanden, waarvan bijna alle skeletelementen nu vertegenwoordigd zijn.
Al in 2000 werd specimen BRSMG CF2781 beschreven, in de jaren negentig van de twintigste eeuw gevonden in de nalatenschap van professor John Challinor, dat bestaat uit een reeks van acht doormidden gezaagde staartwervels waarbij in het omringende gesteente resten van de weke delen, waaronder de hoornlagen van een lichaamspantser, aanwezig bleken. De herkomst van het exemplaar is onbekend en met grote voorzichtigheid werd het aangeduid als een cf. Scelidosaurus sp.
Kleinere fossiele delen, voornamelijk beenplaten, die aan Scelidosaurus werden toegeschreven, zijn gevonden in Portugal en Arizona, maar de identificatie is omstreden. De Portugese vondsten zijn later benoemd als een apart geslacht Lusitanosaurus. Norman meende in 2004 dat de Amerikaanse pantserplaten, platter en anders gevormd, niet aan Scelidosaurus konden worden toegewezen.
In 1996 hernoemde Spencer George Lucas Tatisaurus Simmons 1965 tot een tweede soort van Scelidosaurus: Scelidosaurus oehleri. Dit heeft geen navolging gevonden.

## Beschrijving

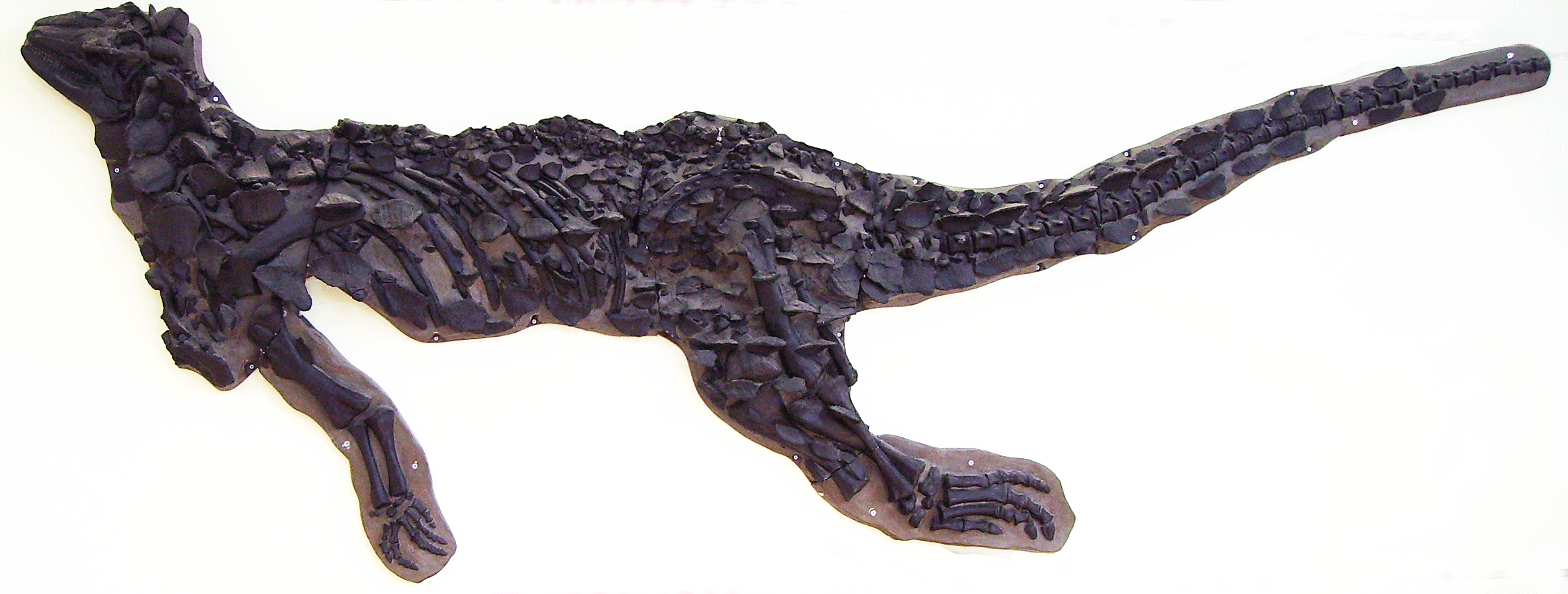
Een afgietsel van een restauratie van het in 2000 door David Sole gevonden exemplaar, het compleetste dinosauriërfossiel uit de Britse eilanden

### Grootte, algemene bouw, en onderscheidende kenmerken
Scelidosaurus is een vrij fors dier. Gregory S. Paul schatte in 2010 de lengte op 3,8 meter, het gewicht op tweehonderdzeventig kilogram.
Tegenwoordig wordt Scelidosaurus als een pure viervoeter gezien maar er zijn onderzoekers geweest die het dier in staat achtten om op de achterpoten alleen te lopen. De vrij langwerpige bouw, gecombineerd met toch korte poten, maakt dat echter onwaarschijnlijk, hoewel Scelidosaurus een stuk eleganter is dan latere verwanten in de Thyreophora en de extreem afgeplatte romp van de Ankylosauria mist. Dit weerspiegelt dat hij uiteindelijk afstamt van tweevoetige voorouders.
Een moderne diagnose, met een lijst van onderscheidende kenmerken, ontbrak lange tijd. Bijna ieder skeletelement bezat echter unieke eigenschappen ten opzichte van meer afgeleide vormen. In 2019 gaf Norman autapomorfieën, unieke afgeleide eigenschappen, aan van eerst de schedel en toen de postcrania.
De voorste snuitbotten, de praemaxillae, hebben vooraan een gezamenlijke ruwe uitstulping die een kleine hoornen bovensnavel droeg. Het neusbeen heeft op de bovenste buitenzijde een facet als raakvlak met de binnenkant van de achterste tak van de praemaxilla. Van de fenestra antorbitalis is weinig meer over dan een kleine boonvormige ondiepe uitholling, van onderen begrensd door een scherpe richel. De kam op het schedeldak omvat twee evenwijdige kammen gescheiden door een smalle trog op de middenlijn. Het plafond van de neusholten wordt gevormd door speciale platen boven de ploegschaarbeenderen, de epivomeres. Het epipterygoïde vormt een kleine verticale kegelvormige structuur waarvan de basis via een zijdelingse afplatting verbonden is met de bovenste zijkant van het pterygoïde. Het basioccipitale heeft grote schuine facetten op de onderste zijkanten. Het opisthoticum heeft een verbreed voetstuk met facetten op de onderzijde. Langwerpige epistyloïden steken schuin naar onder en beneden van de schedel af. Een spoorvormige structuur op de bovenrand van het paroccipitale omvat de fenestra posttemporalis. Het achterhoofd is op de achterste bovenrand vergroeid met een paar grote gebogen hoornvormige osteodermen. De onderkaak toont maar weinig botuitstulping, grotendeels beperkt tot het angulare, zonder een opliggende osteoderm.

### Skelet

#### Schedel

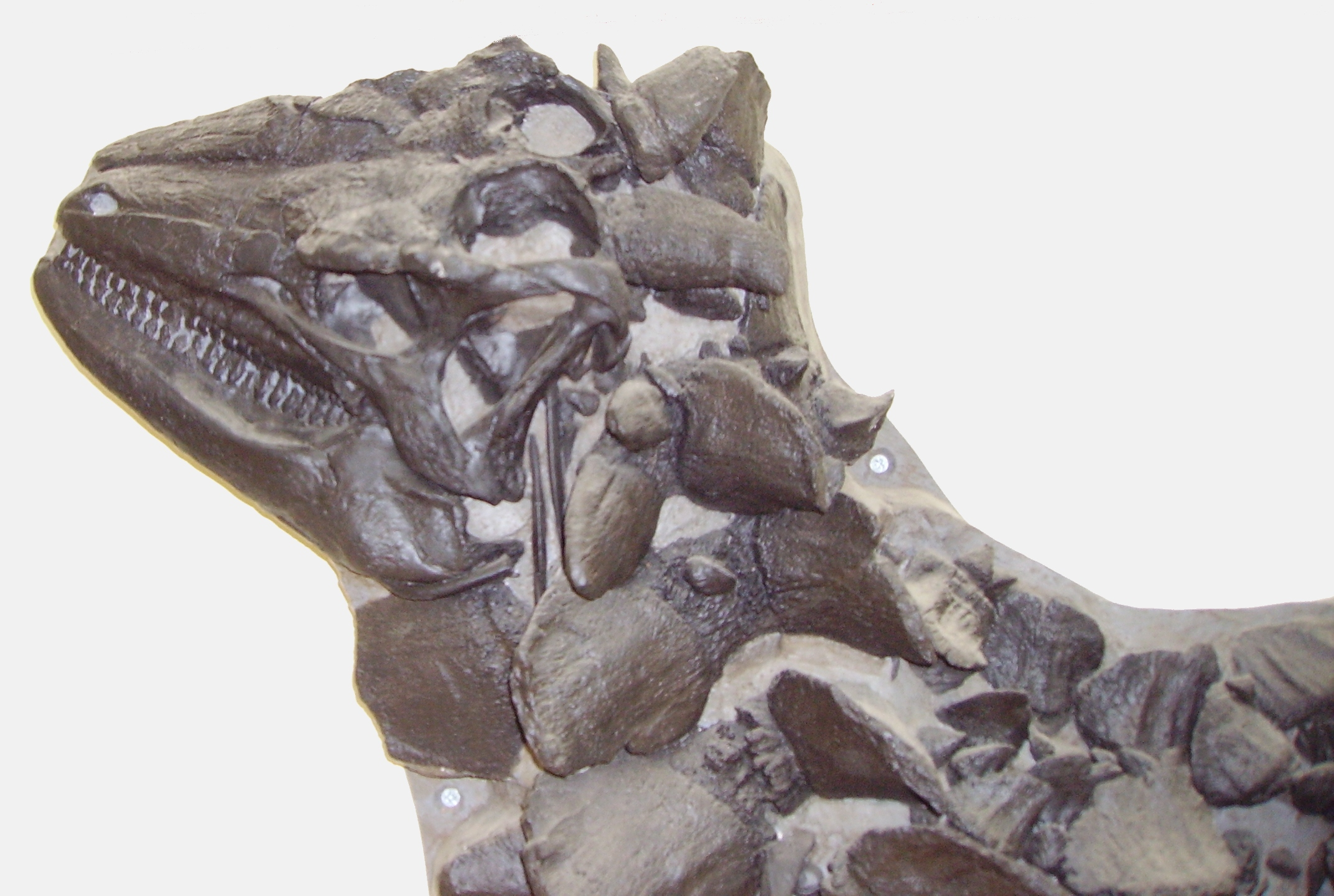
Een afgietsel van de kop bij het door David Sole gevonden exemplaar. Bovenop zijn duidelijk de grote bovenste slaapvensters zichtbaar

De schedel is relatief klein met een lengte van twintig centimeter. Hij is langgerekt en smal met een plat bovenprofiel, zodat hij doet denken aan die van de Stegosauria. Achteraan wordt nog een aanzienlijke hoogte bereikt. In bovenaanzicht is de kop driehoekig met het breedste punt bij de jukbeenderen. Dit richt de oogkassen, die de vorm hebben van een afgeplatte ovaal, iets naar voren. Bovenop is de kop plat, vooraan gevormd door lange en brede neusbeenderen. De neusgaten zijn klein en lopen niet verbreed uit. In de schedel zijn verschillende schedelopeningen, de fenestra antorbitalis en het bovenste en onderste slaapvenster, niet gesloten of overgroeid, een basaal kenmerk. De fenestra antorbitalis is echter beperkt tot een kleine spleet achterin haar fossa. In de voorkant daarvan ligt nog een apart foramen dat uitloopt tot een spleet in het bovenkaaksbeen. Vooraan is de snuit geleidelijk afgerond, eindigende in een iets afgeronde tandeloze punt. De kop draagt een smalle hoornsnavel waarmee planten afgebeten konden worden. In de praemaxilla van de snuit is nog een half dozijn tanden aanwezig die vrij groot zijn en iets naar achteren gebogen. Paul Barrett telde er in 2001 zes maar Norman stelde in 2004 dat het er vijf waren en bevestigde dit in 2019. De interne vleugels van de praemaxillae zijn niet gescheiden door een spleet. De opgaande takken van de praemaxillae kepen de neusbeenderen in in plaats van andersom zoals normaal is voor Ornithischia. Een CAT-scan heeft een foramen premaxillare anterior aangetoond dat met het blote oog niet te zien is. De praemaxilla heeft een lange achterste tak die het neusbeen en bovenkaaksbeen over een aanzienlijke afstand scheidt en bijna het traanbeen raakt. De kaakrand is tussen praemaxilla en maxilla niet ingesprongen of versprongen. Het bovenkaaksbeen of maxilla heeft de vorm van een afgeplatte driehoek met een licht holle onderrand. De maxillaire tanden zijn bladvormig en tamelijk lang. Het beschadigde neotype toont er achttien of negentien; uit andere vondsten blijkt dat er zo'n twee dozijn aanwezig moeten zijn geweest. Ze dienden voor een verder verknippen van het voedsel. In de maag werd dit verder vermalen door gastrolieten, maagstenen. De maxillaire tanden hebben wel een verdikte tandbasis maar dat heeft niet de omvang van het cingulum bij latere vormen. De uitholling van de fenestra antorbitalis is niervormig met de holle kant naar beneden gericht. De fossa wordt alleen op een paar plaatsen echt doorboord. Achteraan loopt de doorboring door tot in de neusholte. Ook de bovenzijde wordt vooraan begrensd door een scherpe rand. Het bovenkaaksbeen is onderaan niet abrupt ingesprongen zodat het door Kenneth Carpenter betwijfeld is of er een echte vlezige wang was. Wel is het element op halve hoogte wat verdikt. Het bovenkaaksbeen heeft een recht contact met het neusbeen; deze beennaad wordt voortgezet door die tussen het traanbeen en het prefrontale. Dit laatste element, in bovenaanzicht een onregelmatige ovaal, overschaduwt de voorrand van de oogkas, zodat een soort voorste wenkbrauw gevormd wordt. De bovenkant van de oogkas wordt gevormd door een supraorbitale dat het voorhoofdsbeen helemaal van de rand dringt. Volgens een studie van Susannah Maidment uit 2009 bestaat dit supraorbitale eigenlijk uit drie elementen, een voorste, een achterste en een binnenste. Dit zou vooral bij de jonge dieren goed te zien zijn omdat daar deze beenderen nog niet vergroeid zijn. Volgens Norman is het voorste homoloog aan het palpebrale dat bij jonge exemplaren een middelste supraorbitale niet raakt, een kloof openhoudend. In beide interpretaties wordt de voorste rand dan eigenlijk niet gevormd door het prefrontale maar Norman duidt de grens van het prefrontale toch als de voorste oogkasrand aan waar het palpebrale dan op ligt. Het achterste supraorbitale ziet Norman wel als een apart element, gescheiden van een verheffing van osteodermal tissue dat tegen het postorbitale aangeplakt zit. Verwarrend is dat hij het ook als een osteoderm aanduidt. Nog lager heeft de basis van de neergaande tak van het postorbitale een verruwing die Norman ziet als een aparte osteoderm. Juist hoger liggen eigenaardige 'eilandjes' van botuitgroeisels.

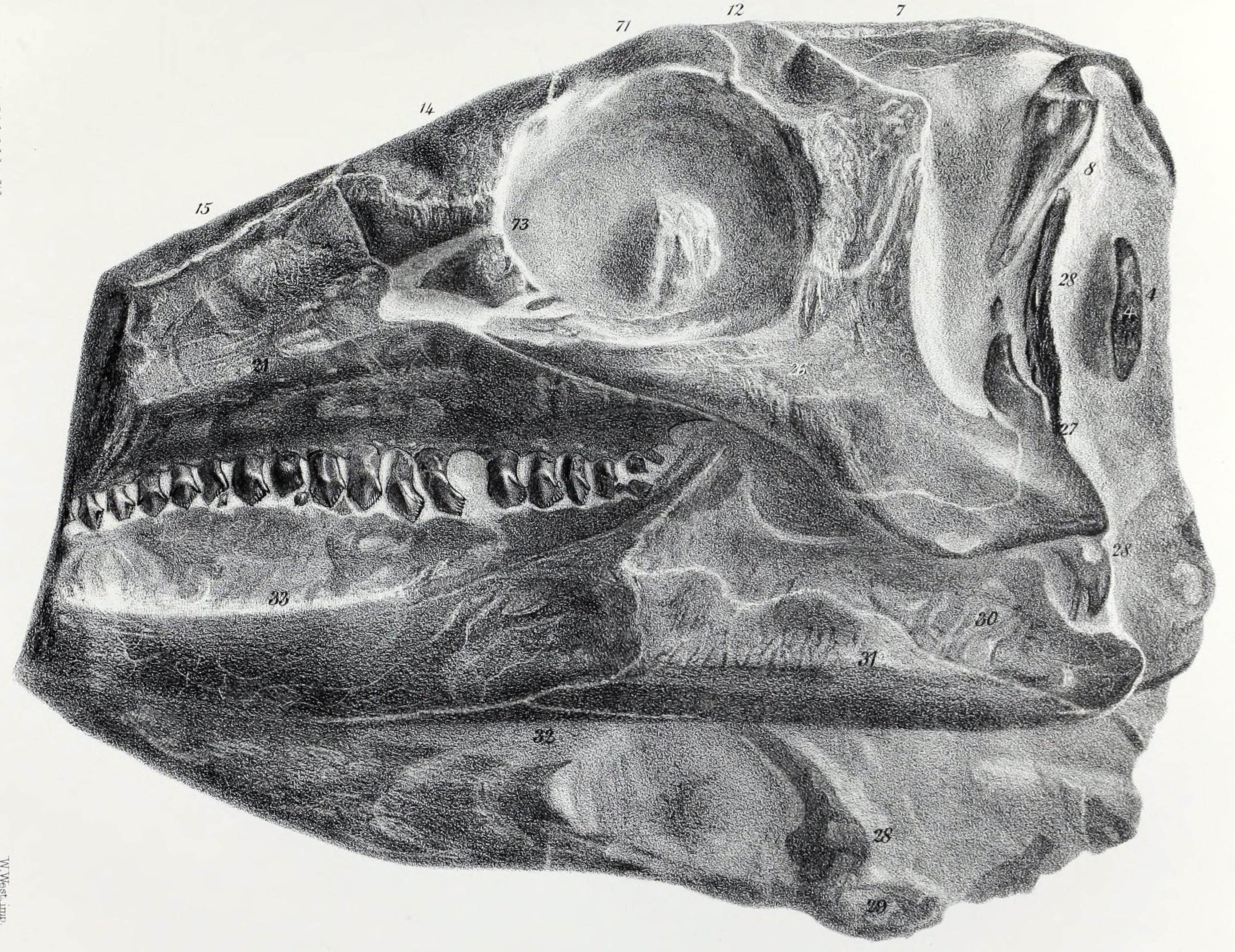
De schedel van het neotype waaraan de snuitpunt ontbreekt

Het traanbeen heeft bovenaan een hoofdlichaam in de vorm van een parallellogram. Onderaan wordt het begrensd door een smalle gebogen fenestra antorbitalis zodat een nauwe gebogen tak richting jukbeen ontstaat tussen deze schedelopening en de oogkas. Volgens Norman raakt deze tak de eigenlijke fenestra niet. Wel wikkelt hij zich rond de voorste tak van het jukbeen. Het jukbeen is lang en nauw; de achterste tak is laag en loopt ver schuin naar onderen door met een licht bolle onderrand. het zijvlak is bedekt door een verruwing. De tak past met een gevorkte punt in een L-vormig quadratojugale dat veel lager ligt dan de bovenkaaksrand. De achterste tak van het bovenkaaksbeen buigt op het eind naar boven richting de voorste tak van het jukbeen die doorloopt tot aan de fenestra antorbitalis. Daar die tak zelf naar achteren toe naar beneden loopt, ontstaat een diepe inkeping in de onderste schedelrand. Op de buiging van de maxilla staan nog wat kleine schuin naar achteren gerichte tandjes. De taps toelopende opgaande tak van het jukbeen is krachtig en wordt vooraan ingekeept door de onderste tak van een robuust postorbitale. Samen vormen die de brede beenstijl die de oogkas van een onderaan nauw toelopend verticaal onderste slaapvenster scheidt. De achterrand daarvan wordt gevormd door de smalle neergaande tak van het squamosum die de nauwe opgaande tak van het quadratojugale raakt, waarvan het hoofdlichaam een dunne driehoekige plaat is. Het onderste slaapvenster wordt dus niet geraakt door het nauwe verticale quadratum dat onderaan gedeeltelijk overlapt wordt door het quadratojugale en waarvan de achterrand hol is. In zijaanzicht en in de lengterichting gemeten is de achterkant van de schedel zo tamelijk kort. Het quadratum heeft een korte dikke tak richting jukbeen. De rand van deze tak is sterk verruwd voor een betere aanhechting met het quadratojugale; in het midden daarvan omvatten deze elementen een kleine deuk die overeenkomt met het foramen paraquadraticum. Het quadratum heeft ook een wat langere interne tak naar het pterygoïde van het verhemelte; het uiteinde daarvan is uitgehold maar de bovenranden zijn verruwd waar ze het pterygoïde geraakt moeten hebben, een detail dat pas door het zuurbad onthuld werd. De bovenkant van het quadratum past in een holte in de onderkant van het squamosum waarvan een neergaande tak de voorkant van het quadratum gedeeltelijk overgroeit. Dit sluit een kinesis van voor naar achter vrijwel uit maar Norman achtte het mogelijk dat het quadratum om de lengteas kon draaien. Het quadratum draagt ook het bovenste kaakgewricht in de vorm van een in de lengterichting lopende groeve tussen twee onderste cotylen waarvan de binnenste het langst is, het breedst en het meest naar onderen uitsteekt. Norman dacht dat het quadratum wellicht gepneumatiseerd was omdat sommige exemplaren een pneumatische opening lijken te hebben nabij het foramen paraquadraticum.

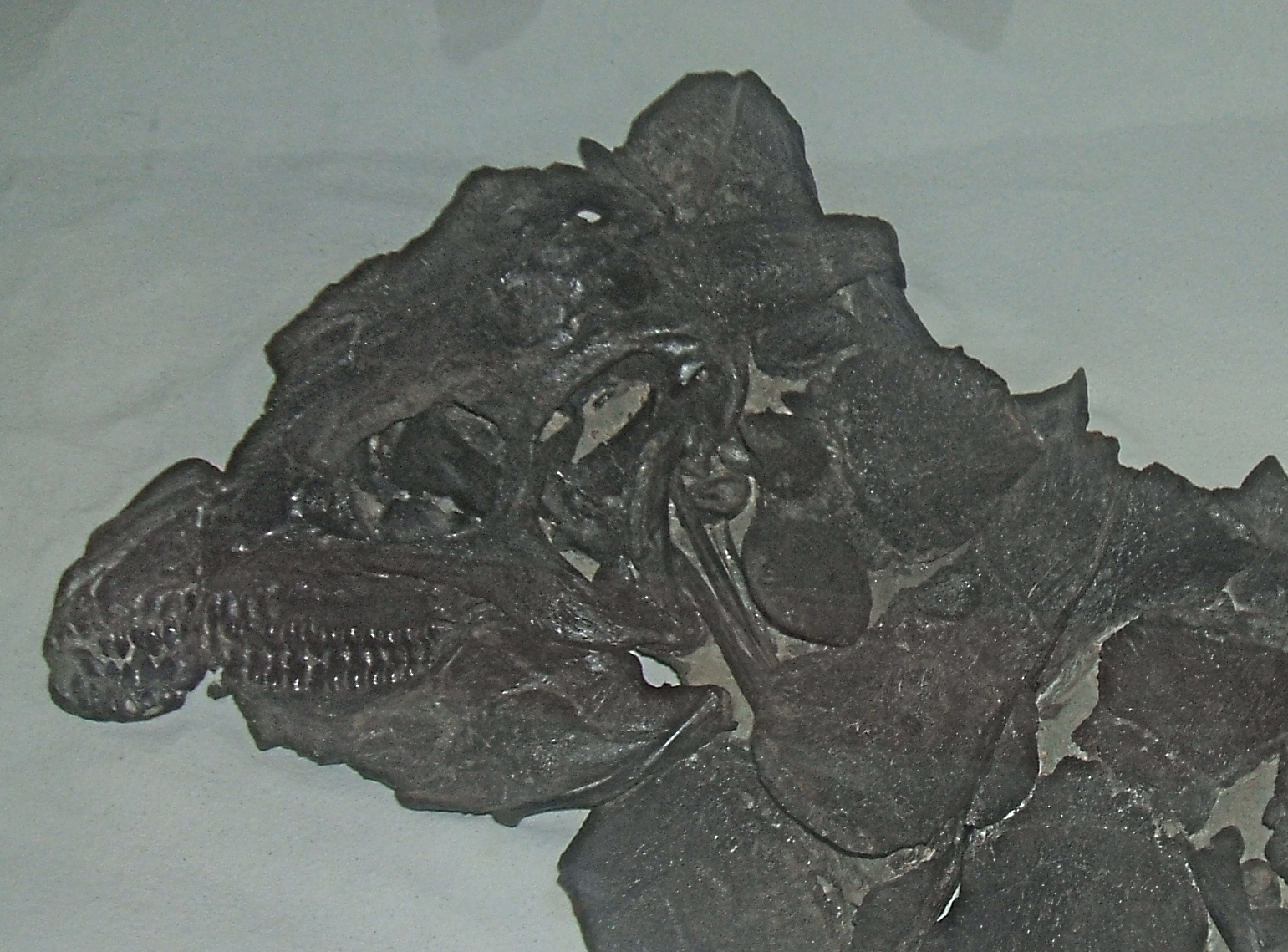
De originele kop van het exemplaar van Sole, tentoongesteld te Bristol

De naad tussen de neusbeenderen en de voorhoofdsbeenderen vormt een zigzag-lijn. De voorhoofdsbeenderen zijn vooraan tamelijk smal, verbreden achter de prefrontalia en versmallen dan weer als ze de wandbeenderen raken, opnieuw in een zigzaggende beennaad. De verruwingen op de voorhoofdsbeenderen vormen achteraan in het midden een verheven zone die naar voren en bezijden stervormig uitloopt in zeer fijne richeltjes. Het oppervlak lijkt hierdoor op dat van moderne zeeschildpadden waarvan de botten bedekt zijn met hoornplaten. Vlak voor de beennaad met de wandbeenderen loopt de zone uit in een dwarskam. De wandbeenderen zijn zandlopervormig in bovenaanzicht, middenin vernauwd door enorme min of meer ovale bovenste slaapvensters die duiden op een zeer krachtige musculatuur van de kauwspieren. Er zijn twee lengtekammen, ruw van buiten maar glad van binnen, een vrij brede lengtetrog vormend die naar voren verbredend oploopt tot aan de dwarskam. De squamosa vormen slanke bogen achter deze schedelopeningen; deze beenranden gaan krommend over in de door de wandbeenderen gevormde zeer robuuste achterrand van het schedeldak dat zo sterk ingekeept wordt. 
Het eigenlijke achterhoofd en de hersenpan waren nog volledig onbeschreven en de preparatie van het neotype had als belangrijk doel juist deze sectoren te onthullen. Norman ontdekte dat de hoge processus paraocipitalis aan de bovenste basis een klein evenwijdig vingervormig uitsteekseltje bezit dat om een smalle inkeping gekruld is, net de bovenrand niet opnieuw rakend. Hij stelde dat deze insparing, dienend als aderkanaal, het restant moet zijn geweest van het achterste slaapvenster. In het algemeen heeft de hersenpan verder een conservatieve vorm die weinig verschilt van die van andere basale Ornithischia. Het achterhoofdsgat is groot en van boven toegeknepen. De exocciptalia dringen het supraoccipitale van de bovenrand van het achterhoofdsgat maar ontmoeten elkaar niet op de onderrand. De achterhoofdsknobbel is breed en niervormig met de holle zijde naar boven gericht. Hij steekt recht naar achteren. Het basioccipitale heeft twee bulten aan de zijkanten die naar boven uitlopen on voetstukken voor de opisthotica. Charig wist in de jaren zeventig na een zuurbad de staafvormige stapes van het oor los te maken. De laterosfenoïden vormen aan de voorkant van de hersenpan een venster waar de reuklobben uit moeten hebben gestoken. Er zijn verbeende orbitosfenoïden aangetroffen in de vorm van bijlvormige structuren waarvan de verbonden bladen de vloer van de reuklobben moeten hebben gevormd. Volgens Norman liepen deze naar onderen uit in een schot van kraakbeen tussen de oogkassen dat weer verbonden was met het voorste parasfenoïde, het dolkvormig uitsteeksel. Er is geen verbeend ethmoïde.
Van het verhemelte zijn de verschoven ploegschaarbeenderen bij Owen geïllustreerd; ze zijn klein, overdwars afgeplat en verticaal gepositioneerd tussen het niveau van de maxillaire tanden en de neusholte. Het zuurbad openbaarde dat bij het neotype het hele verhemelte bewaard is gebleven. De achterste takken van de driehoekige in het midden verbonden ploegschaarbeenderen blijken onder de oogkassen de pterygoïden te raken. De laatste zijn, zoals meestal, complexe vormen die het verhemeltebeen, de hersenpan en de quadrata verbinden. Volgens Norman hebben de ploegschaarbeenderen aparte hogere verbredingen die hij de epivomeres noemt. Het bestaan en de positie daarvan zijn echter onzeker. Norman geeft aan dat een ongenoemde paleoichthyoloog de schedel beschadigde en stukken ervan daarna verzameld zijn. Daaronder bevonden zich vleugelvormige platen waarvan hij de positie heeft proberen te bepalen aan de hand van een schets die hij nog voor het onfortuinlijke incident gemaakt had, in de late jaren zeventig. Indertijd dacht hij dat het delen van de pterygoïden waren maar in 2019 meende hij dat het driehoekige nieuwvormingen moeten zijn geweest in het plafond van de neusholte. Geen enkel ander dier bezit zulke platen dus. Geen nieuwvormingen maar wel zelden teruggevonden zijn de epipterygoïden, kleine driehoekige elementen die spits omhoog steken van de platen uit die de pterygoïden met de quadrata verbinden. Wellicht raakten de epipterygoïden de hersenpan.

#### Onderkaken

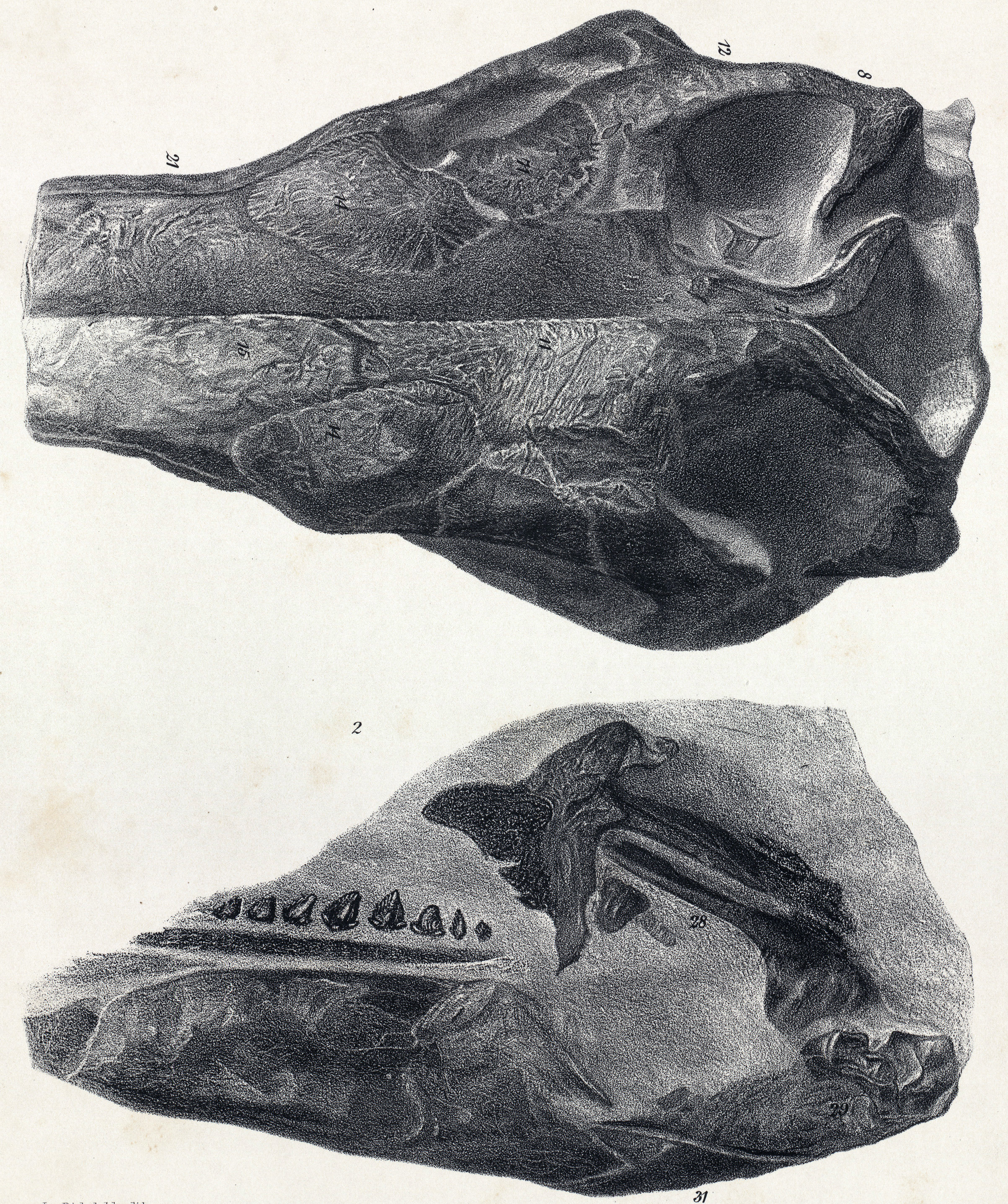
Bovenzijde schedel en achterzijde linkeronderkaak van het neotype

De onderkaak is ook langwerpig en tamelijk fors. Als geheel is het een hoge rechte structuur. Het beschadigde neotype heeft zestien dentaire tanden; de nieuwe exemplaren tonen dat er twee dozijn geweest moeten zijn. Over de lengte van de voorste vijf à zes tandkassen buigen de dentaria van de onderkaken naar elkaar toe zodat in combinatie met een lichte insnoering in het midden het profiel van de onderkaak in bovenaanzicht licht golvend wordt. De voorste raakvlakken van de onderkaken zijn verruwd en licht naar voren gekeerd. Een predentarium is niet aangetroffen; gezien het feit dat er nog premaxillaire tanden zijn, heeft Norman in 1985 betwijfeld of er überhaupt een hoornsnavel aanwezig was. Tegenwoordig wordt deze echter als oorspronkelijk gezien voor de dinosauriërs als geheel en dus in beginsel aan te nemen, hoewel het geen grote structuur zal zijn geweest. De binnenzijde van het dentarium wordt bekleed door een driehoekig os spleniale dat na de veertiende tand schuin oploopt en zich onderaan om het angulare wikkelt zodat een stukje van buitenaf zichtbaar is.
De onderkaak heeft in de buitenste zijkant geen venster. De tandenrij ligt dieper ten opzichte van de rest van het zijvlak wat toch op een vlezige wang lijkt te duiden. Het achterste naar boven gerichte uitsteeksel van de onderkaak, de hier relatief lage processus coronoides, wordt voornamelijk door het surangulare gevormd, waar het haaks ten opzichte van het vlak van het kaakgewricht omhoog draait. Volgens Norman is er echter een klein apart coronoïde. Het surangulare heeft een opvallende zeer grote opening in de binnenste bovenkant waardoorheen de sluitspieren tot in het binnenste van de onderkaak reikten, boven een horizontale richel die vanaf het kaakgewricht naar voren loopt. Het kaakgewricht wordt begrensd door twee uitstulpingen. Onder de voorste daarvan, een opvallende ronding, ligt een foramen surangulare met ervóór nog een tweede foramen. Het angulare dat de onderste helft van de achterkant van de onderkaak vormt, is wigvormig. Het is lang en sluit naar boven onregelmatig bij het surangulare aan. Het heeft een dunne tak onder het dentarium. Op het hoofdlichaam bevindt zich aan de buitenzijde een uitgroeisel van bot omringd door een halo van fijne richels. Het spleniale vormt hier een nauwe splinter op de achterste onderkant. Het onderste kaakgewricht wordt aan de achterkant en binnenkant gevormd door het articulare, aan de buitenkant en voorkant door het surangulare. Het onderste kaakgewricht wordt omgeven door een richel die vooral uitsteekt aan de achterste binnenkant. Het vlak van het kaakgewricht wordt verdeeld door een diagonale verheffing die van de achterste buitenhoek tot de voorste binnenhoek loopt. Zo ontstaan twee kleinere troggen, waarvan de voorste en buitenste de kleinste is. De achterste trog is wat dieper en het oppervlak ervan is wat naar buiten gericht. Het geheel weerspiegelt de vorm van de cotylen van het quadratum van de schedel, die precies in de troggen passen, de middelste in de voorste trog. Voor een voorwaartse beweging van de onderkaak is dus geen ruimte aanwezig. Het articulare vormt achteraan een klein retroarticulair uitsteeksel. Het prearticulare is een dunne plaat aan de binnenzijde van het articulare.

#### Tanden
De premaxilliare tanden hebben een stevige cilindervormige wortel die rondom wat versmalt en overdwars afplat op het punt waar hij versmelt met de gezwollen basis van de tandkroon. Het spits daarvan is iets naar achteren gebogen en overdwars afgeplat. Ze zijn iets langer, meer kegelvormig, puntiger en gekromd dan de maxillaire tanden. De achterste twee premaxillaire tanden gaan in vorm geleidelijk in de maxillaire tanden over doordat hun snijranden vertandingen krijgen: bij de vierde tand alleen op de voorrand, bij de vijfde ook op de achterrand. Opvallend is dat de vertandingen van de voorrand veel kleiner zijn dan die van de achterrand; zulke kleine vertandingen hebben alleen de premaxillaire tanden. Bij sommige exemplaren heeft ook de eerste tand kartelingen, op de voorste snijrand, net onder het spits. Bij het spits zijn de tanden glad, vermoedelijk vanwege een polijstende werking van het plantenmateriaal dat afgebeten werd. Verder ontbreken slijtfacetten.

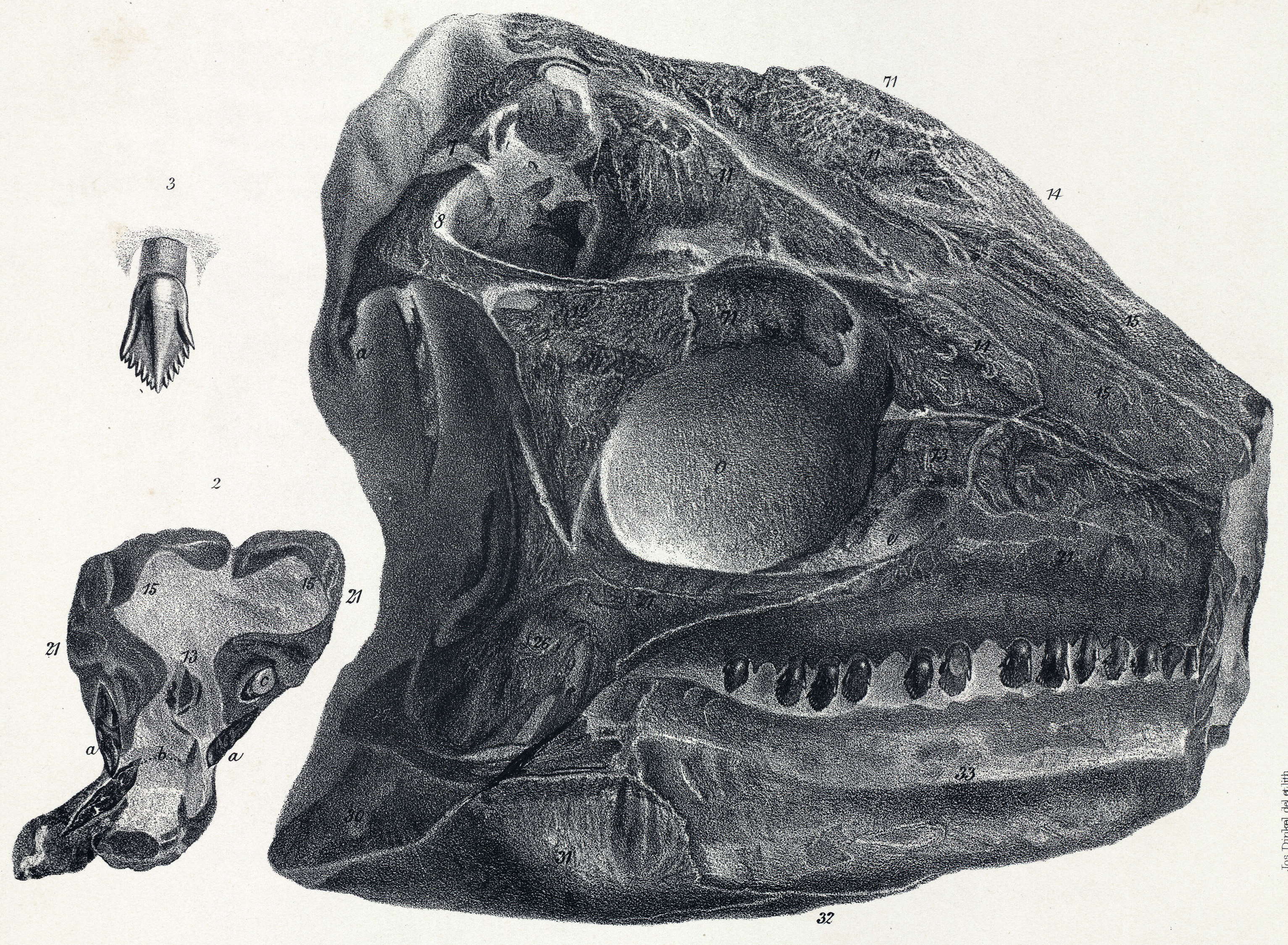
Schedel van het neotype met linksonder het vooraanzicht van de gebroken snuit dat de tandplaatsing laat zien

Het bovenkaaksbeen draagt bij bekende exemplaren achttien of soms zeventien tanden. Norman nam echter aan dat de volgroeide dieren niet minder dan tweeëntwintig maxillaire tanden bezaten. In de onderkaak varieert het bewaarde aantal tussen de zeventien en eenentwintig. Norman stelde dat volwassen individuen minstens zesentwintig dentaire tanden moeten hebben gehad voor een totaal van 106 in de kop als geheel. In de maxillaire rij tonen de tanden opvallend weinig variatie: slechts de laatste twee zijn meer gekromd en de allerlaatste is duidelijk kleiner. De maxillaire en dentaire tanden zijn overdwars afgeplat, verbreden per tand van achter naar voren, en zijn driehoekig in zijprofiel. Hun basis is iets gezwollen. De gladde binnenkant van de tand heeft middenin een verticale afgeronde hoofdrichel die uitloopt in het spits. De buitenkant is vrij plat. Beide zijden hebben email, in ongeveer gelijke dikte. Er zijn zes tot negen enkelvoudige vertandingen per snijrand, soms een minder aan de voorrand dan aan de achterrand. De onderste daarvan gaan in de gezwollen basis over. De dentaire tanden hebben typisch een maximum van zeven vertandingen per snijrand. De tanden overlappen elkaar grotendeels niet maar raken elkaar soms waarbij door slijtage deuken kunnen ontstaan. De bases echter worden vooraan overlapt door het cingulum van de voorgaande tand. Vooral de dentaire tanden hebben soms grote slijtfacetten aan hun buitenzijde, die de hele kroonlengte kunnen beslaan. In dat geval zijn er echter typisch grote individuele verschillen tussen de tanden die moeilijk verklaarbaar zijn. De microscopisch kleine slijtagegroeven lopen verticaal. De tandwortels liggen in het verlengde van de tandkroon en zijn lang en recht, met een ovale dwarsdoorsnede, overdwars afgeplat. De maxillaire en dentaire tanden zijn iets naar binnen gekromd, waardoor een verdikking aan de basis van de buitenkant ontstaat.
De tanden werden continu vervangen en de fossielen tonen vaak vervangingstanden in verschillende stadia van uitkomen.

#### Postcrania

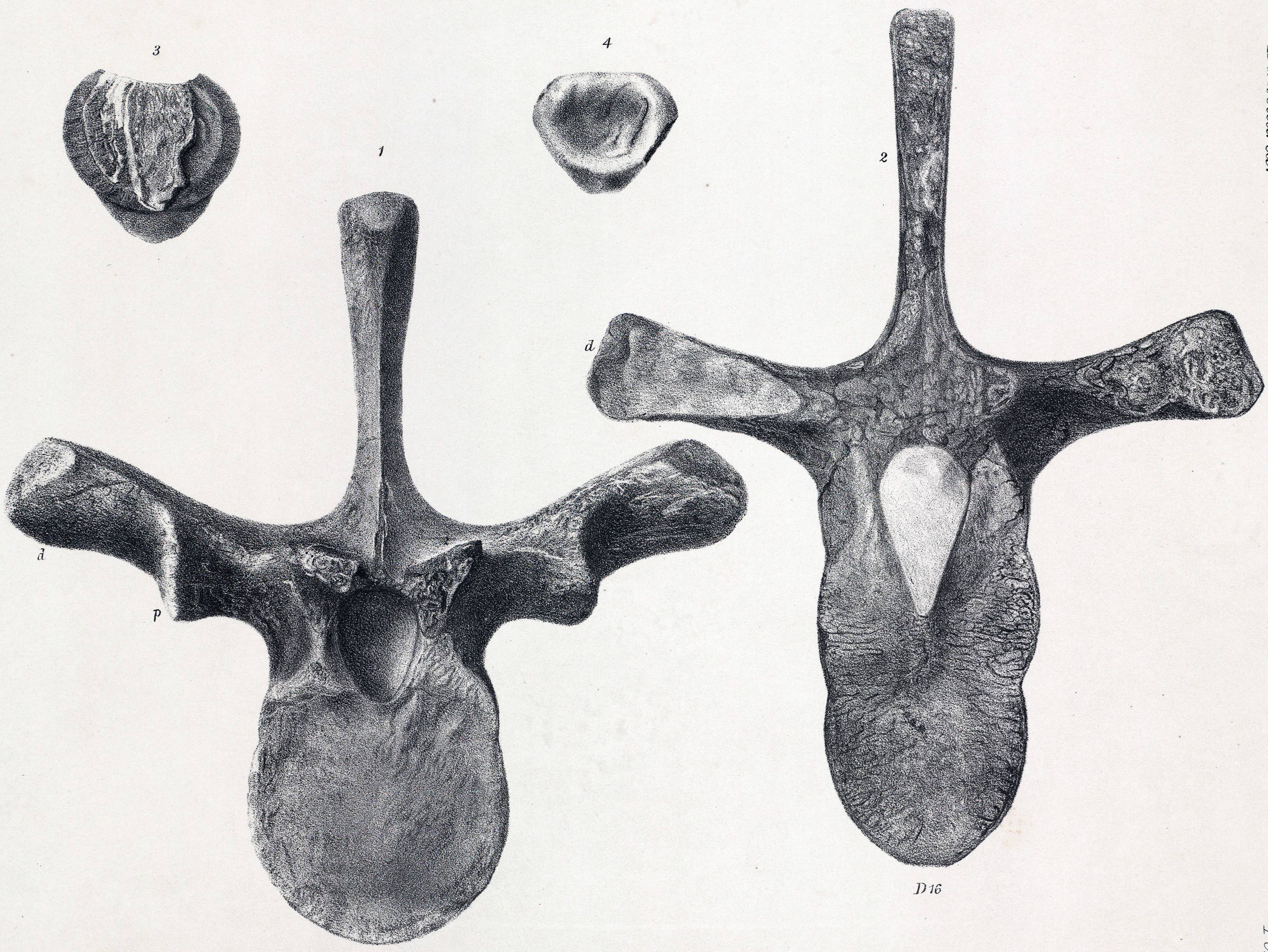
Ruggenwervels

Het neotype heeft zes halswervels, zeventien ruggenwervels, vier sacrale wervels en vijfendertig staartwervels bewaard. De nieuwe vondsten tonen dat, zoals Owen in 1863 al dacht, er vermoedelijk acht halswervels zijn. Het werkelijke aantal staartwervels ligt boven de veertig.
De nek is matig lang. De ruggengraat is stevig met tamelijk hoge en plaatvormige doornuitsteeksels die overdwars afgeplat zijn. Het bovenprofiel van de rug is vrij vlak. De romp is langwerpig en hoger dan breed. De wervellichamen van de ruggenwervels zijn rond in doorsnede, spoelvormig en missen een kiel op de onderzijde. Hun zijden zijn bedekt met in de lengterichting lopende ondiepe groeven. De laatste drie ruggenwervels hebben geen parapofysen, onderste ribgewrichten, en de allerlaatste heeft helemaal geen rib meer. Overeenkomstig hebben de laatste ribben slechts enkelvoudige ribkoppen. De doornuitsteeksels van de sacrale wervels raken elkaar maar zijn niet vergroeid. De staart is vergeleken met latere thyreoforen nogal lang en maakt meer dan de helft uit van de lichaamslengte. Vergeleken met nog basalere thyreoforen is de staart echter verkort. De staartbasis is niet al te breed en de staart versmalt naar achteren toe snel tot een dunne structuur, vooral overdwars: de middelste staartwervels zijn opvallend smaller dan hoog. De achterste staartwervels zijn lang en slank. De chevrons onder de staartwervels zijn dun en hellen sterk naar achter; ze lopen tot minstens de achtentwintigste staartwervel door. Over de rug, de heup en de voorste staart zijn zowel bij het neotype als de jonge dieren grote hoeveelheden verbeende pezen aangetroffen die de wervelkolom in deze sectoren moet hebben verstijfd. Owen zag deze aan voor verplaatste ribben.

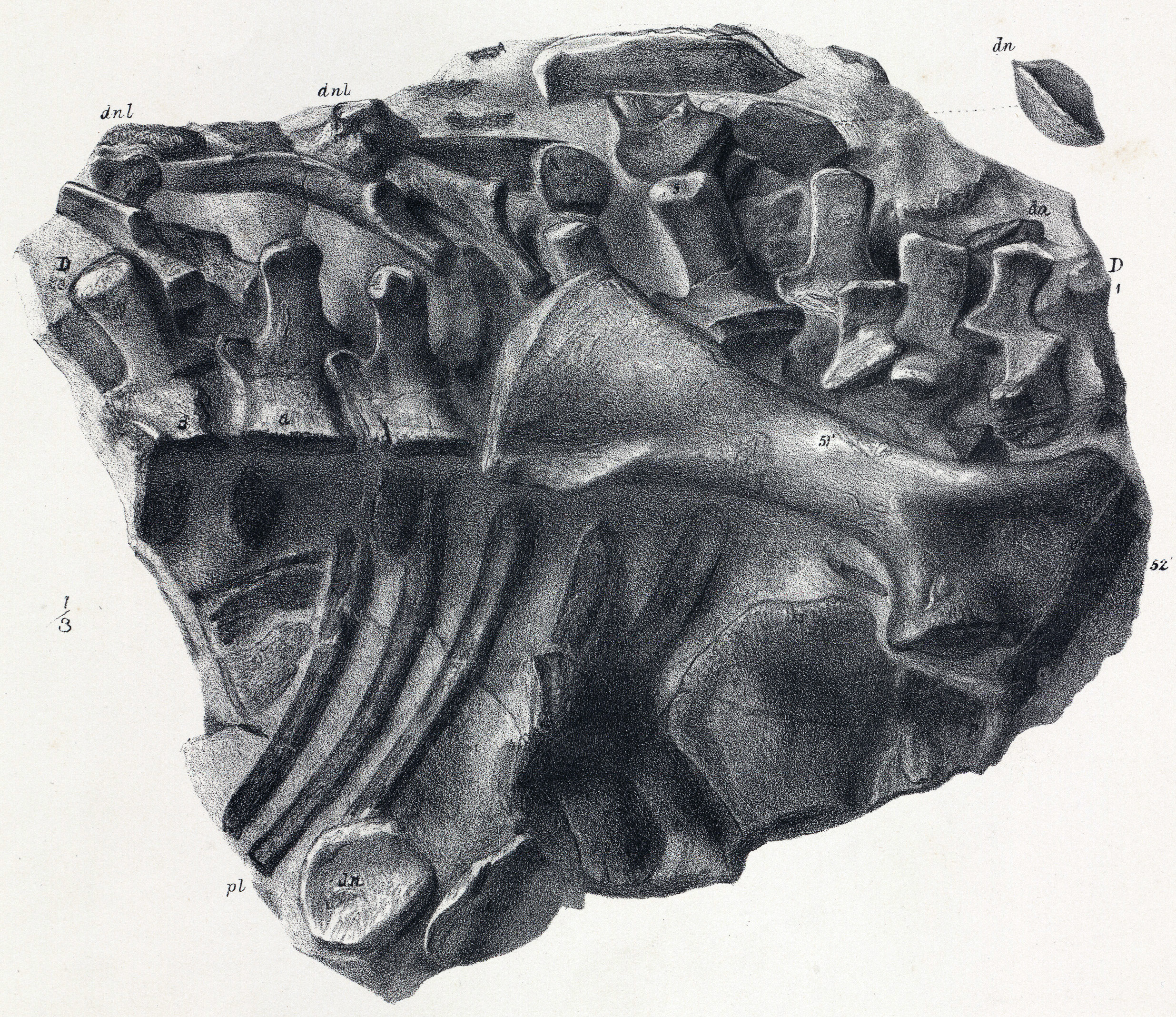
Het blok met de voorste borstkas van het neotype; rechtsboven een losse osteoderm

Het schouderblad is vrij kort met een gaffelvormig licht verbreed bovenste uiteinde; het ondereinde is niet sterk ingesnoerd. Het ravenbeksbeen is een cirkelvormige schijf. Het opperarmbeen is tamelijk recht met slechts een lichte buiging en matig lang met een driehoekig naar voren uitstekende deltopectorale kam die tot ongeveer het midden van de schachtlengte reikt. De onderarm is stevig maar de precieze lengte is onbekend. De ellepijp en het spaakbeen zijn recht en cilindervormig. Hun ongeveer even grote onderste uiteinden hebben een rond gewrichtsvlak. De ellepijp heeft geen duidelijke processus olecrani, het uitsteeksel voor de musculus triceps brachii. De hand is van geen enkel voor 2004 gevonden exemplaar bekend.

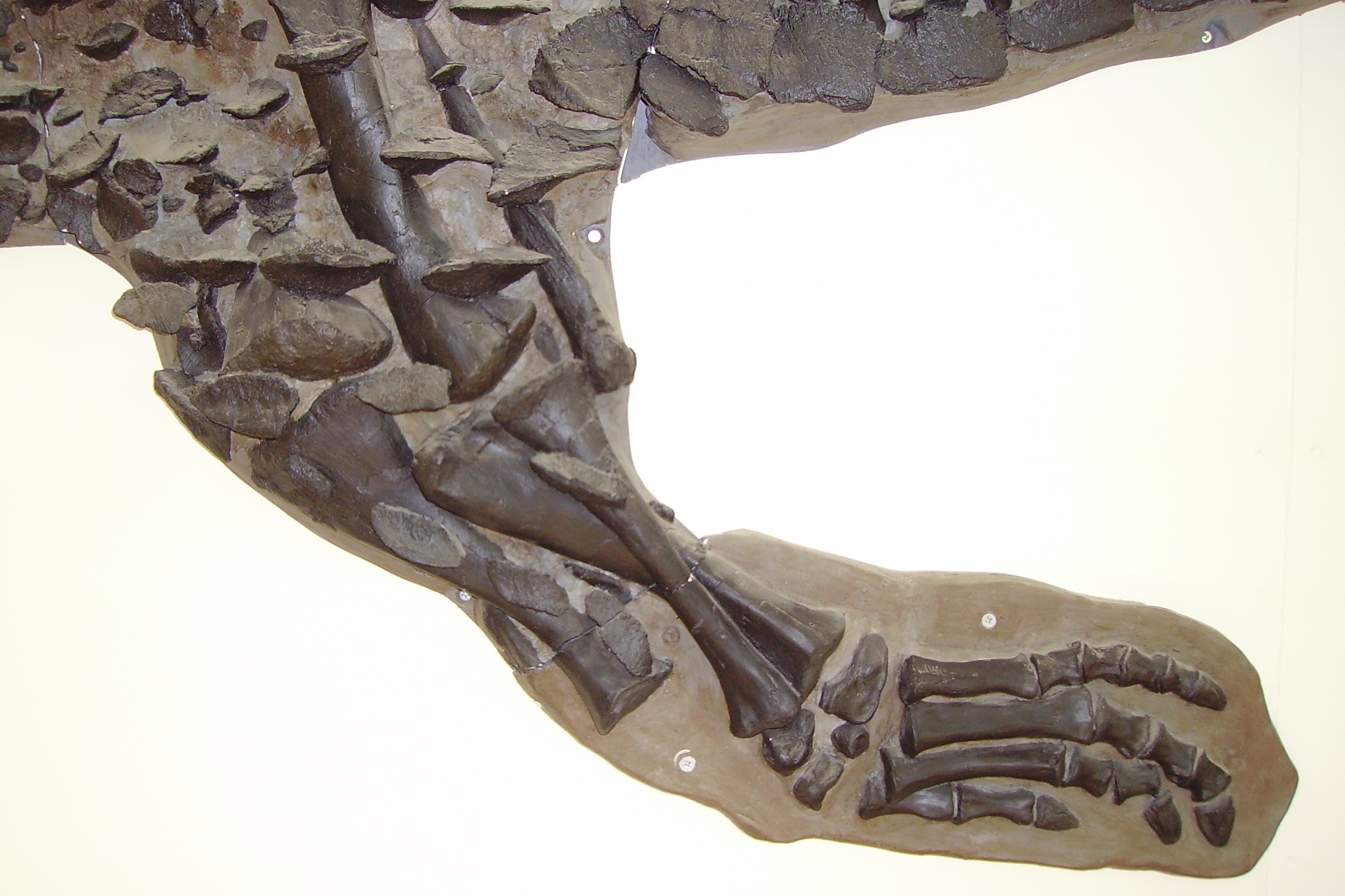
Detail van de linkerachterpoot met erachter een rechterscheenbeen. De voet is later gevonden en vanaf de voorkant geprepareerd. Door de samenvoeging werd zo het scheenbeen en sprongbeen anders dan in werkelijkheid boven de vierde teen geplaatst en het kuitbeen met het calcaneum boven de eerste teen

In het bekken is het darmbeen vrij kort maar was volgens een reconstructie van Paul in 1987 door een naar buiten draaiende bovenrand sterk horizontaal verbreed; Norman was daar niet zeker van en de nieuwste exemplaren tonen maar een iets omkrullende plaat — het kan echter zijn dat dit kenmerk tijdens de groei prominenter werd. Het achterblad is in zijaanzicht horizontaal en rechthoekig in profiel; het hoofdgedeelte is overdwars afgeplat. Het mist aan de binnenkant een richel voor de aanhechting van de musculus caudofemoralis brevis, een staartspier. Het voorblad is langer, wat staafvormig en iets van boven naar beneden afgeplat. De vier sacrale ribben steken horizontaal uit, zijn vergroeid met hun zijuitsteeksels alsmede de aangrenzende zijvlakken van de sacrale wervels en zijn lang maar verbreden sterk als ze het darmbeen naderen; toch zijn ze niet vergroeid en vormen geen heiligbeenjuk. Naar achteren in de reeks worden ze korter, overeenkomend met de naar voren schuin staande stand van de darmbeenderen. Voorbij de voorste sacrale rib waaieren de voorbladen van de darmbeenderen abrupt uit maar niet zeer extreem; de buikholte is slechts matig breed ten opzichte van de heupgewrichten die echter op zich sterk uiteen staan. Het heupgewricht heeft geen antitrochanter, een versterkte of verbrede sectie om de druk van het dijbeen beter te weerstaan. Het aanhangsel voor het schaambeen is tamelijk groot en wat naar voren gericht. Het aanhangsel voor het zitbeen is kleiner en heeft een bolle zijkant en een opstaande rand bij het heupgewricht. Het schaambeen begint aan zijn achterzijde het heupgewricht te sluiten. Het schaambeen heeft een wat naar buiten gedraaid, vrij kort en stomp voorste uitsteeksel, een processus praepubicus, iets wat voor het eerst bij het juveniele door Owen beschreven exemplaar onderkend werd en indertijd als een beslissend bewijs gezien werd dat dit uitsteeksel niet het hoofdlichaam is; sommige geleerden hadden niet kunnen geloven dat de zeer dunne en naar achteren gerichte schacht van het os pubis van de Ornithischia met het normale schaambeen homoloog zou kunnen zijn. Ook bij Scelidosaurus is de schacht staafvormig langs de volle lengte van het zitbeen. De opening in de basis, het foramen obturatorium, is door het zitbeen onderaan afgesloten. De schacht van het zitbeen is recht en bovenaan staafvormig, onderaan meer zijdelings afgeplat. Er is op de voorrand geen uitsteeksel ofwel processus obturatorius. Het hoofdlichaam vormt twee ongeveer gelijke takken naar het darmbeen en het schaambeen. Het sluit het heupgewricht niet ten dele aan de achterkant af.

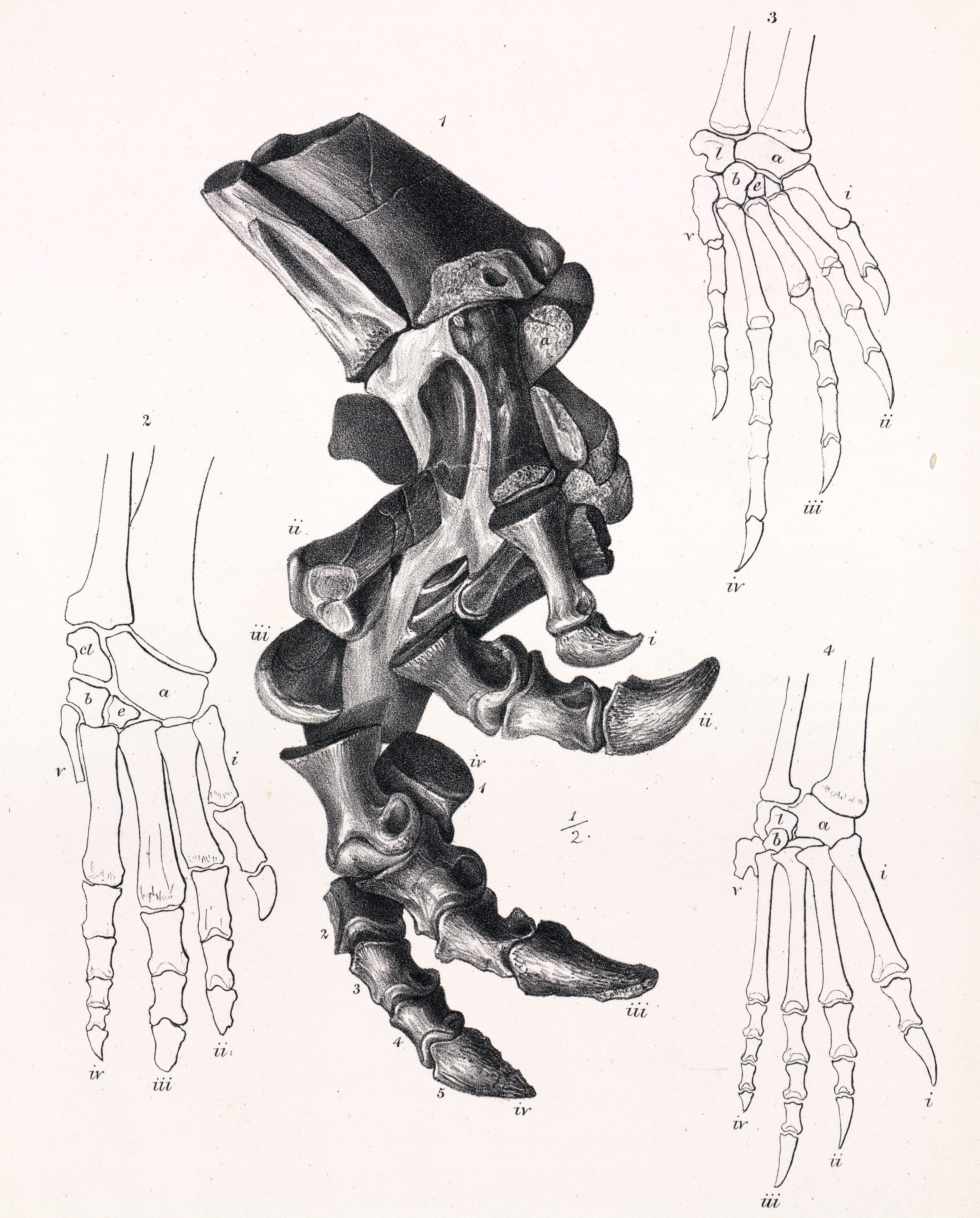
De rechtervoet van het neotype vergeleken met die van een varaan en een krokodil

Het dijbeen is in zijaanzicht recht, in vooraanzicht iets naar buiten gebogen, dit laatste meer in jongere exemplaren. De kop van het dijbeen, hoewel naar binnen gericht, is niet van de schacht gescheiden door een echte nek, een teken dat een lichte spreidstand mogelijk was. De trochanter major ligt op dezelfde hoogte als de kop. De trochanter minor is van beide gescheiden door een kloof en steekt sterk naar voren uit. De achterrand toont op middelste hoogte een goed ontwikkelde en sterk afhangende vierde trochanter, een teken voor sterke retractorspieren die naar de staartbasis liepen. De onderste gewrichtsknobbels zijn goed ontwikkeld, de buitenste iets meer dan de binnenste. Ze zijn aan de voorkant niet gescheiden door een groeve maar aan de achterzijde ligt juist wel een diepe sleuf. Boven de binnenste knobbel ligt in de lengterichting een opvallende richel. Het scheenbeen is iets korter dan het dijbeen. De crista cnemialis, de kam waarmee het onderbeen gestrekt werd, steekt sterk naar voren uit. Anders dan bij veel dinosauriërs maakt dit het bovenoppervlak niet smal; dit os ook overdwars verbreed. Het geheel resulteert in een zeer robuuste bouw. De lijn tussen de onderste gewrichtsknobbels is ten opzichte van het bovenvlak zeventig graden rond de lengteas naar buiten gedraaid, voor een stabielere stand. De buitenste onderste gewrichtsknobbel is veel kleiner dan de binnenste; het kuitbeen sluit er gedeeltelijk op aan. Onderaan vormt de binnenkant van de schacht, welke zijde langer dan de buitenkant, een scherpe rand. Het kuitbeen is langer en vooral middenin wat slanker maar onderaan aanzienlijk verbreed. Het aldus tamelijk krachtige onderbeen gaat over in een stevige voet. Ertussen ligt een groot en niet met het scheenbeen vergroeid sprongbeen. Ook het calcaneum is fors, alsmede twee onderste tarsalia. De enkel moet een grote beweeglijkheid bezeten hebben. Er zijn vijf middenvoetsbeenderen. De eerste digitus is verkort; de vijfde bestaat slechts uit een rudimentair middenvoetsbeen. Het tweede tot en met vierde middenvoetsbeen zijn echter zwaargebouwd. De teenkootjes zijn trapeziumvormig, kort en afgeplat; het uiterste kootje is een afgeplatte wat naar binnen gekromde hoefvormige klauw met alleen een zijgroeve aan de binnenkant. De formule van de teenkootjes is 2-3-4-5-0. De vierde teen is geplaatst op een verkort middenvoetsbeen waarvan het gewrichtsvlak schuin naar buiten gekeerd is zodat deze vrij lange teen breed gespreid kon worden.

### Osteodermen

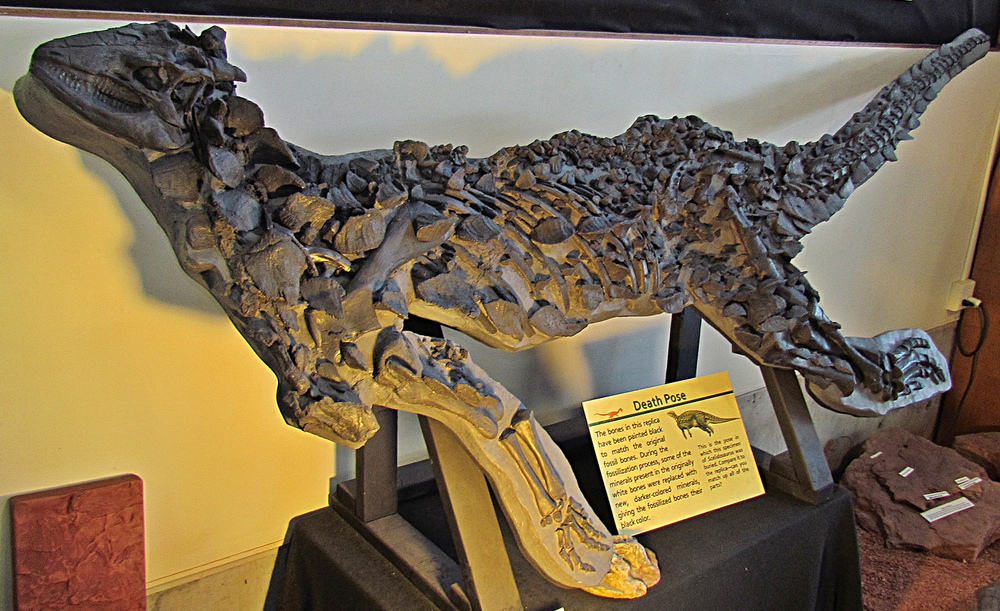
Een afgietsel van het door Sole gevonden exemplaar dat fraai de osteodermen toont, zij het in een gerestaureerde positie: ze zijn eerst verwijderd en daarna op de blootgelegde botten vastgeplakt

In de huid van de rug zaten grote hoeveelheden beenplaatjes, die als een soort van pantser dienden. Deze osteodermen, die geen deel uitmaken van het eigenlijke skelet maar huidverbeningen zijn, hebben een ovale vorm. Op de lengteas staat op de buitenkant een zeer hoge en lange kiel die een soort licht bolle snijrand vormt. Het hoogste punt ervan ligt meer naar de achterkant, zodat de voorste rand meer geleidelijk stijgt dan het achterste gedeelte. Bij de grotere osteodermen is de binnenkant wat uitgehold. De osteodermen verschillen sterk in grootte; de kleinste hebben de vorm van bolle beenschubben. Het oppervlak van de osteodermen is opvallend glad, zonder de vele putjes die vaak bij het pantser van verwante vormen te zien zijn.
Ieder individueel dier moet voorzien zijn geweest van vele honderden osteodermen. Hoe die precies waren gerangschikt, kan voor een groot deel worden afgeleid uit de fossielen waarbij deze elementen vaak min of meer in de oorspronkelijke positie liggen. Verschuivingen tijdens het fossilisatieproces en veranderingen aangebracht tijdens de preparatie maken zo'n reconstructie echter enigszins onzeker. Het lijkt erop dat de osteodermen grotendeels in horizontale rijen liggen. Rijen met grotere en kleinere platen wisselen elkaar met een zekere tussenafstand af. Op de romp strekken per zijde minstens drie rijen met grotere gekielde osteodermen zich uit: een vlak naast de ruggengraat, een tweede aan de bovenste zijkant en een derde over de onderste zijkant. Tussen deze drie hoofdrijen liggen steeds één of twee rijen kleinere platen. Al deze rijen lijken zich voort te zetten over de flank van het dijbeen maar met kleinere plaatjes. Ook horizontaal gemeten is er tussen de verschillende platen vaak een aanzienlijke afstand en ze vormen geen continu pantser. Onduidelijk is of er ook over de ruggengraat een middelste rij loopt. Dat is wel het geval bij de staart die bovenop bedekt wordt door wat hogere beenplaten met een smalle basis, die iets naar achteren gericht zijn. De staart heeft ook een rij van zulke platen, wellicht wat driehoekiger van vorm, aan de onderkant, en een rij aan iedere zijkant. Op de nek liggen twee gepaarde rijen grote platen weerszijden van de bovenkant. Deze worden naar achteren toen steeds stekelachtiger tot ze eindigen in een wat langere schouderstekel. De voorste platen van deze rijen, vlak achter het achterhoofd, hebben een unieke structuur met drie naast elkaar gelegen puntige stekels die echter niet zeer hoog zijn. Deze waren vermoedelijk met pezen verbonden aan de achterste gewrichtsuitsteeksels van de draaier en zouden zo een functie kunnen hebben gehad bij het heffen van het hoofd. De onderste zijkant van de nek wordt bedekt door een vijftal plattere platen waarvan de achterste vier zeer groot zijn en een haast gesloten pantser vormen over wat een vrij gezwollen nekbasis moet zijn geweest. Behalve al deze horizontale rijen, is er een verticale rij van zo'n vijf platen over de bovenarm.
Er zijn vermoedelijk ook osteodermen geweest die niet zijn teruggevonden en wel op de schedel en onderkaken. Verschillende oppervlakken daarvan tonen verruwingen, osteoextoses, die wijzen op vastgegroeide huidverbeningen. De verruwingen zijn sterk gestructureerd in de vorm van lage evenwijdige of stervormig uitlopende richeltjes. Ze bevinden zich vooral op het schedeldak, het bovenkaaksbeen en het jukbeen. Volgens Norman waren hier geen beenplaten maar hoornplaten aangehecht. Op de schedelelementen zijn kleinere oppervlakken abrupt helemaal glad. Norman meende dat daar stukken normale huid aanwezig waren.
Specimen BRSMG CF2781 laat de aanwezigheid zien van vijf tot tien millimeter lange beenschijfjes. Hoewel het onzeker is of dit fossiel werkelijk aan Scelidosaurus toebehoort, toont het de mogelijke aanleg van de osteodermen bij de Thyreophora. Wellicht omringden zulke plaatjes de rijen met grotere osteodermen, wat een flexibel geheel zal hebben opgeleverd.
De gevonden huidafdrukken laten de vorm zien van de normale, niet-verbeende, schubben. Die blijken de gebruikelijke vorm te hebben bij dinosauriërs: klein, bol en niet-overlappend.
David Martill en Darren Naish hebben er de aandacht op gevestigd dat de osteodermen bij de exemplaren van Sole wat afwijkend van vorm zijn. Ze hebben een hogere kiel die aan het eind wat verdikt en gekruld is. Vooral op de voorpoten en schouders krijgen ze zo de vorm van een echte stekel of doorn. Daarbij lijken deze exemplaren gekromde hoorntjes te hebben op de achterhoeken van de schedel, op de squamosa. Ze suggereerden dat het wellicht om een apart taxon zou kunnen gaan of om seksuele dimorfie. Norman stelde echter in 2019 dat het holotype nog de facetten voor deze hoorns toont die dus toevallig verloren zouden zijn gegaan.

## Fylogenie

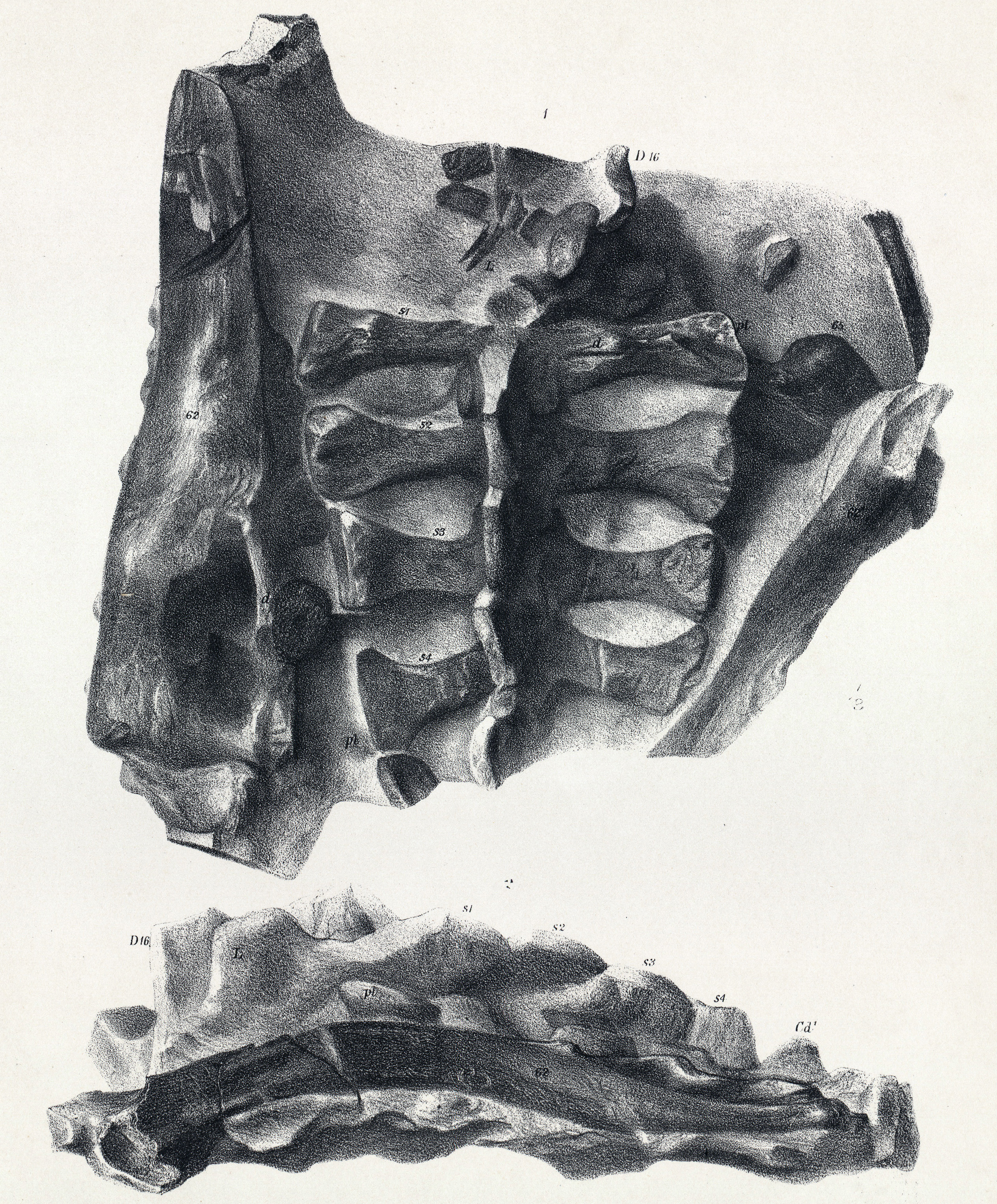
De bouw van het brede bekken en heiligbeen laat zien dat Scelidosaurus geen snelle rennende vorm was

Owen begreep in 1861 dat Scelidosaurus een lid was van de Dinosauria. In 1869 plaatste Thomas Henry Huxley het dier in een eigen Scelidosauridae. Op het eind van de negentiende eeuw speelde Scelidosaurus een belangrijke rol in het vroege onderzoek naar de onderlinge verwantschappen van de dinosauriërs. Om te beginnen werden verschillende gepantserde vormen als zijn directe verwanten gezien. Verder was Scelidosaurus tot de benoeming van Geranosaurus in 1911 het oudste bekende lid van de Ornithischia en verschafte zo belangrijke informatie over de vroege evolutie van die groep. In de loop van de twintigste eeuw werd het gebruikelijk het dier te zien als een vroege verwant van de Stegosauria.
In 1977 stelde Richard Thulborn dat Scelidosaurus een lid was van de Ornithopoda en een vrij snel op twee voeten lopend dier. De classificatie werd vrijwel onmiddellijk algemeen verworpen maar het beeld van een snelle renner bleef nog een tijd nawerken. Het was zo een late weerspiegeling van Owens oorspronkelijke gedachte dat de achterpoot extra sterk ontwikkeld was.
Het moderne cladistische onderzoek is erin geslaagd de positie van Scelidosaurus te verhelderen. In ieder geval is hij een lid van de Genasauria. Kenneth Carpenter meende in 2001 dat het een zeer basaal lid van de Ankylosauria betrof, althans als we van de gebruikelijke definitie van deze groep uitgaan: Carpenter definieerde de ankylosauriërs namelijk enger en schiep de naam Ankylosauromorpha voor het overkoepelende begrip van Scelidosaurus plus de meer afgeleide vormen. Scelidosaurus bevindt zich volgens de laatste analyses echter basaal in de Thyreophora, als een zustergroep van de Eurypoda, de groep die de Stegosauria en de Ankylosauria omvat. Samen met deze vormt hij de Thyreophoroidea. Er zijn geen directe verwanten bekend waarmee Scelidosaurus een eigen aftakking of klade vormt en daarmee is Scelidosauridae een overbodig begrip.
De plaats van Scelidosaurus in de stamboom volgens een studie uit 2011 toont het volgende kladogram:
|              | Stegosauria                                                     |
|              |                                                                 |
| Ankylosauria | \| \| Ankylosauridae \| \| \| \| \| \| Nodosauridae \| \| \| \| |
|              | \| \| Ankylosauridae \| \| \| \| \| \| Nodosauridae \| \| \| \| |
|              | Ankylosauridae                                                  |
|              |                                                                 |
|              | Nodosauridae                                                    |
|              |                                                                 |

|  | Ankylosauridae |
|  |                |
|  | Nodosauridae   |
|  |                |

|              | Stegosauria                                                     |
|              |                                                                 |
| Ankylosauria | \| \| Ankylosauridae \| \| \| \| \| \| Nodosauridae \| \| \| \| |
|              | \| \| Ankylosauridae \| \| \| \| \| \| Nodosauridae \| \| \| \| |
|              | Ankylosauridae                                                  |
|              |                                                                 |
|              | Nodosauridae                                                    |
|              |                                                                 |

|  | Ankylosauridae |
|  |                |
|  | Nodosauridae   |
|  |                |

|              | Stegosauria                                                     |
|              |                                                                 |
| Ankylosauria | \| \| Ankylosauridae \| \| \| \| \| \| Nodosauridae \| \| \| \| |
|              | \| \| Ankylosauridae \| \| \| \| \| \| Nodosauridae \| \| \| \| |
|              | Ankylosauridae                                                  |
|              |                                                                 |
|              | Nodosauridae                                                    |
|              |                                                                 |

|  | Ankylosauridae |
|  |                |
|  | Nodosauridae   |
|  |                |

|              | Stegosauria                                                     |
|              |                                                                 |
| Ankylosauria | \| \| Ankylosauridae \| \| \| \| \| \| Nodosauridae \| \| \| \| |
|              | \| \| Ankylosauridae \| \| \| \| \| \| Nodosauridae \| \| \| \| |
|              | Ankylosauridae                                                  |
|              |                                                                 |
|              | Nodosauridae                                                    |
|              |                                                                 |

|  | Ankylosauridae |
|  |                |
|  | Nodosauridae   |
|  |                |

|              | Stegosauria                                                     |
|              |                                                                 |
| Ankylosauria | \| \| Ankylosauridae \| \| \| \| \| \| Nodosauridae \| \| \| \| |
|              | \| \| Ankylosauridae \| \| \| \| \| \| Nodosauridae \| \| \| \| |
|              | Ankylosauridae                                                  |
|              |                                                                 |
|              | Nodosauridae                                                    |
|              |                                                                 |

|  | Ankylosauridae |
|  |                |
|  | Nodosauridae   |
|  |                |

|              | Stegosauria                                                     |
|              |                                                                 |
| Ankylosauria | \| \| Ankylosauridae \| \| \| \| \| \| Nodosauridae \| \| \| \| |
|              | \| \| Ankylosauridae \| \| \| \| \| \| Nodosauridae \| \| \| \| |
|              | Ankylosauridae                                                  |
|              |                                                                 |
|              | Nodosauridae                                                    |
|              |                                                                 |

|  | Ankylosauridae |
|  |                |
|  | Nodosauridae   |
|  |                |

|              | Stegosauria                                                     |
|              |                                                                 |
| Ankylosauria | \| \| Ankylosauridae \| \| \| \| \| \| Nodosauridae \| \| \| \| |
|              | \| \| Ankylosauridae \| \| \| \| \| \| Nodosauridae \| \| \| \| |
|              | Ankylosauridae                                                  |
|              |                                                                 |
|              | Nodosauridae                                                    |
|              |                                                                 |

|  | Ankylosauridae |
|  |                |
|  | Nodosauridae   |
|  |                |

|              | Stegosauria                                                     |
|              |                                                                 |
| Ankylosauria | \| \| Ankylosauridae \| \| \| \| \| \| Nodosauridae \| \| \| \| |
|              | \| \| Ankylosauridae \| \| \| \| \| \| Nodosauridae \| \| \| \| |
|              | Ankylosauridae                                                  |
|              |                                                                 |
|              | Nodosauridae                                                    |
|              |                                                                 |

|  | Ankylosauridae |
|  |                |
|  | Nodosauridae   |
|  |                |

## Levenswijze
Owen dacht in 1861 nog dat Scelidosaurus zich weleens in zee waagde. Reeds in 1863 stelde hij dat bij en meende dat de skeletten door rivieren in zee gespoeld waren. Het dier zou lage vegetatie gegeten hebben aan de rand van stroompjes. Norman meende in 1990 dat Scelidosaurus zijn plantaardige kost in principe tot één meter hoog gezocht kon hebben. Het voedsel zou bestaan hebben uit een struikachtige begroeiing. In 1985 stelde hij dat het dier wellicht soms op twee poten kon rennen maar in 1990 achtte hij dat onwaarschijnlijk. De eigenschappen die op een vermogen tot tweevoetig rennen wezen zouden geërfd zijn van tweevoetige voorouders maar niet meer als zodanig functioneel geweest zijn. Wel zou het zich anatomisch gezien op zijn achterpoten hebben kunnen verheffen om hogere begroeiingslagen te bereiken maar dat zou geen normaal gedrag voor het dier geweest zijn. Een roofdier uit zijn habitat waartegen de bepantsering bescherming geboden kan hebben was volgens Paul de slecht bekende Sarcosaurus. Deze roofsauriër komt echter niet in precies dezelfde lagen voor. Een theropode waarvoor dit met zekerheid wel het geval was, betreft natuurlijk die van het kniegewricht welke eerst voor dat van Scelidosaurus zelf aangezien was. In 1995 werd bekendgemaakt dat wijlen de paleontoloog Samuel Paul Welles een manuscript had nagelaten waarin dit dier werd benoemd als "Merosaurus". Aangezien het geschrift nog niet gepubliceerd is, kan dit nog niet worden aangemerkt als een geldige geslachtsnaam. Het gaat om een zes à zeven meter lang dier. Indien GSM 109560 daarvan niet het jong vertegenwoordigt, kunnen er zelfs twee soorten theropoden in de groeve aanwezig zijn geweest want dit dijbeen duidt op een half zo lang individu. GSM 109561 zou een theropode, maar volgens Michael Mortimer ook een plantenetende basale sauropodomorf kunnen betreffen.
Barrett heeft een hypothese opgesteld aangaande de voedingswijze. De kaken zouden, gezien het korte kaakgewricht, in wezen alleen een eenvoudige verticale beweging hebben uitgevoerd. Daarbij werden stukken plant eerst door de tandpunten doorboord en daarna scheurend dieper naar beneden getrokken waarbij ze tussen beide tandrijen geplet werden, zoals blijkt uit de vrij precieze occlusie. Hierbij kwamen weliswaar wat sappen vrij maar van een echte kauwende werking was geen sprake. De boventanden en ondertanden raakten elkaar niet echt en de zware slijtage op de onderste tandrijen zou door het voedsel alleen veroorzaakt zijn, zoals zou blijken uit het feit dat tegenover elkaar gelegen tanden geen overeenkomende slijtvlakken hadden. De stukken plant werden daarna ingeslikt, misschien door gastrolieten, maagstenen, verder vermalen en in de buikholte verteerd. Barrett wees erop dat de kop van Scelidosaurus smal was en dat dit in principe duidt op een selectieve wijze van eten waarbij hoogwaardig voedsel werd uitgekozen. Hij meende echter dat dit bij een dier ter grootte van Scelidosaurus geen heel belangrijke factor kan zijn geweest daar zijn darmtraject lang genoeg moet zijn geweest om ook laagwaardig voedsel efficiënt te verteren.